# Storia dell'Associazione Calcio Legnano
(Franco Scoglio)

Formazione del Football Club Legnano degli anni 1920, il decennio d'oro dei Lilla

Di seguito viene trattata la storia dell'Associazione Calcio Legnano dal 1913 al terzo millennio.

## Le origini del calcio a Legnano (1906-1912)
Nei primi anni del XX secolo il calcio iniziò a uscire dai salotti aristocratici per diventare uno sport nazional popolare. La squadra che all'epoca dominava il neonato campionato italiano era la Pro Vercelli, che si impose in cinque stagioni tra il 1908 e il 1913. Questo dimostra che agli albori della storia di questo sport, ebbero un importante ruolo anche le squadre di municipalità non metropolitane. In questo contesto, nacque la Nazionale italiana di calcio, che fu fondata nel 1910.
Nel quadro storico appena accennato il primo esperimento degno di nota di allestire una squadra di calcio rappresentativa della città di Legnano è collegato a una compagine sportiva che sfidò nel 1906, su un campo incolto nei pressi di San Giorgio su Legnano, l'Aurora di Busto Arsizio, che vinse poi l'incontro per 2 a 1; questo fu quindi il primo "derby" tra una squadra calcistica legnanese e una bustocca. Edgardo Palmieri, giornalista del periodico sportivo Il Lilla, attivo a Legnano dal 1923 al 1925, scrisse una serie di articoli sul calcio pionieristico legnanese, un cui stralcio recita:
(Edgardo Palmieri)

Gli stabilimenti Wolsit di via XX Settembre a Legnano in un'immagine del 1912. In seguito questo sito produttivo divenne lo stabilimento di una storica azienda produttrice di biciclette della città, la Legnano

La squadra legnanese sopraccitata, a cui fu dato il nome di Football Club Legnano, dal 1907 si dotò di un'organizzazione societaria ben definita. Questo primo club calcistico legnanese nacque per iniziativa di Serafino Triulzi e aveva, come divisa sociale, una maglia bianca e dei calzoncini neri. Questa squadra iniziò a giocare, sempre dal 1907, su un campo messo a disposizione dall'azienda legnanese Wolsit che si trovava lungo la moderna via XX settembre. Non fu un caso l'interessamento di un'azienda locale a una squadra calcistica: questo sport era infatti un modo per far conoscere al pubblico nazionale la città di Legnano e - di riflesso - le fabbriche che costituivano l'ossatura economica della città.
Nel 1908 questo primo Football Club Legnano cambiò la divisa sociale, passando dalla maglietta bianca a quella bianca e blu. La squadra partecipò a incontri calcistici organizzati con squadre locali e fu in attività fino al 1911 registrando buoni successi sportivi come le vittorie nella Coppa Seveso e nella Coppa Brunate. Sempre Edgardo Palmieri, descrisse così questo primo esperimento fallito:
(Edgardo Palmieri)

## La fondazione del Football Club Legnano e le prime stagioni (1913-1919)

Gli stabilimenti della Franco Tosi all'inizio del XX secolo

Il secondo tentativo ebbe invece continuità ed ebbe la sua genesi nel 1912, quando G.G. Piazza del Milan e G.M. Riva dell'RFC Liegi, entrambi residenti a Legnano per questioni di lavoro, iniziarono a sondare il terreno con l'intenzione di fondare una nuova squadra di calcio rappresentativa della città del Carroccio.
La risposta della cittadinanza fu positiva e quindi, durante un'assemblea organizzata nel 1912 presso una sala dell'albergo "Carroccio", il primo consiglio di amministrazione formato da G.M. Riva (presidente), Agosti (segretario), G.G. Piazza, Bonacina, Venegoni, Schiatti, Ruggeri, Lamberti, Vigo e Lorenzini (consiglieri) approvò lo statuto di costituzione del Legnan Football Club, decretando nel contempo che i colori sociali sarebbero stati il rosso e il nero. La scelta ricadde su questi due colori forse per richiamare la divisa del Milan, da poco fondato nel capoluogo lombardo. Anche la nuova società utilizzava, per le partite ufficiali e per gli allenamento, il già citato campo di gioco messo a disposizione dalla Wolsit. In seguito la dirigenza si mise a cercare un terreno di gioco regolamentare: il campo, attrezzato e cintato, venne poi costruito in via Lodi a spese dell'azienda metalmeccanica legnanese Franco Tosi e dell'industriale Antonio Bernocchi. In questo modo il nuovo campo da gioco, grazie alla recinzione, poteva permettere l'ingresso a pagamento del pubblico e il conseguente introito finanziario dovuto alla vendita dei biglietti.
Il primo presidente effettivo della nuova società fu però Aldo Visconti, che sostituì quasi subito G.M. Riva, mentre come presidente onorario venne eletto Eugenio Tosi, con l'ing. Bombaglio che venne votato vicepresidente. In occasione di questo cambio al vertice societario, venne fondato ufficialmente il Legnano che vediamo ancora oggi calcare i campi da gioco: durante il primo consiglio d'amministrazione fu infatti decretato il nuovo nome della società, Football Club Legnano, che richiamava la denominazione del sodalizio del 1906, e il nuovo colore sociale, che non venne più cambiato, il lilla.
Parte dei consiglieri della neo costituita società provenivano dalla squadra allestita da Serafino Triulzi nel 1906. La data di fondazione della società che è attiva ancora oggi non è però nota, non essendocene traccia nei documenti di archivio: il 1º gennaio 1913 pertanto una data di fondazione simbolica: la data di costituzione del sodalizio va ricercata tra il gennaio e l'agosto del 1913, dato che la prima stagione ufficiale disputata dal Legnano fu il campionato 1913-1914. 

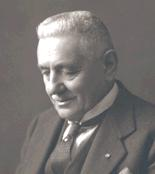
Antonio Bernocchi

Alla luce dei risultati promettenti conseguiti nei primi incontri, Antonio Bernocchi iniziò a finanziare generosamente la neo costituita società gettando le basi per le future partecipazioni ai campionati di massima serie del calcio italiano. La squadra si iscrisse al campionato di Terza Categoria 1913-1914, terzo livello della piramide calcistica italiana dell'epoca, classificandosi al 7º e penultimo posto nel girone A del Comitato Regionale Lombardo e venendo eliminata dalla Coppa Saronno e dal Torneo Victoria. Il rendimento della squadra venne giudicato, dalla dirigenza lilla, non all'altezza delle aspettative; alla fine della stagione venne quindi deciso di rinforzare la rosa con l'acquisto di nuovi giocatori.
Nella stagione 1914-1915, essendosi dotati di un campo cintato e omologato superiore a 90x45 m, i Lilla si iscrissero alla Promozione lombarda, secondo livello del calcio italiano di quegli anni. Disputò il girone A, dove giunse al sesto e ultimo posto, risultato inferiore alle aspettative anche a causa del ritiro della squadra dal campionato a tre giornate dalla fine. La rinuncia del Legnano fu causato dalla partenza di tre giocatori per il fronte (era infatti scoppiata la prima guerra mondiale) e dall'infortunio del capitano lilla Oldrini, che si ruppe una gamba durante un incontro. A causa del ritiro volontario della squadra, le ultime tre giornate furono date perse a tavolino. Questi risultati negativi portarono a una profonda crisi societaria; in questa occasione, il Legnano andò vicino allo scioglimento, che venne evitato con la riorganizzazione dei quadri dirigenziali.

Un momento dell'incontro Legnano-Inter di Coppa Lombardia 1916-1917 (11 marzo 1917 - girone finale - 1ª giornata di ritorno), e terminato 3-2 per i nerazzurri

Nel 1915 ogni attività ufficiale cessò a causa dello scoppio della guerra. I giocatori non impegnati al fronte continuarono a praticare l'attività sportiva e il sodalizio lilla prese parte ad amichevoli e ad alcuni tornei gestiti da squadre affiliate alla F.I.G.C.. Diversi furono i successi nelle diverse manifestazioni calcistiche locali, che permisero al Legnano di confrontarsi con squadre del calibro di Milan, Inter, Unione Sportiva Milanese e Torino.
In seguito ai brillanti risultati conseguiti in incontri amichevoli prima dell'inizio della stagione, e grazie all'acquisto di alcuni promettenti giocatori, la società decise di far partecipare la squadra a tornei di seconda categoria organizzati da società affiliate alla F.I.G.C.. In particolare, nella stagione 1915-1916 il Legnano ottenne un prestigioso 2º posto alla Coppa Internazionale dietro al Saronno, vinse la Coppa Lombardia e si aggiudicò la Coppa Vannucci. La Coppa Lombardia fu il primo importante trofeo conquistato dai Lilla.
All'inizio della stagione 1916-1917 diventò presidente del Legnano Antonio Bernocchi. In questo campionato la squadra partecipò con successo a tornei organizzati da società affiliate alla F.I.G.C., anche grazie all'arrivo di promettenti giocatori, giungendo 2º nella Coppa Lombardia, nella Coppa Boneschi e nella Coppa Val d'Olona e aggiudicandosi il Trofeo Palla Bernocchi sullo Spezia. Con le tre vittorie sull'Inter e il successo sul Milan in Coppa Lombardia, l'interesse intorno ai Lilla iniziò a crescere. Rispetto alle prime stagioni, anche la qualità del gioco era in netto miglioramento.
Nella stagione 1917-1918 il Legnano giunse 3° nella Coppa Mauro e vinse la Coppa Saronno. Degno di nota fu un avvenimento accaduto durante la Coppa Mauro. Nella seconda giornata il Legnano venne sconfitto in casa dal Milan per 3 a 2, ma venne decretato un 2 a 0 a tavolino a favore dei rossoneri a causa di alcuni incidenti scoppiati fuori e dentro il campo di gioco. Nell'occasione, al campo di via Lodi venne comminata una squalifica, che fu la prima subita da una campo da gioco del Legnano.
Nella stagione 1918-1919 il risultato più importante conseguito dai Lilla fu la vittoria nella Coppa Mauro, che permise al Legnano di iscriversi, nella stagione successiva, alla Prima Categoria, massimo livello della piramide calcistica italiana dell'epoca, visto che il trofeo dedicato a Francesco Mauro era considerato un torneo di prima fascia. Grazie a questa vittoria, la notorietà dei Lilla crebbe notevolmente. A margine della Coppa Mauro accadde un episodio degno di nota: all'indomani della vittoria del Legnano sull'Inter, la Gazzetta dello Sport assegnò - sulle proprie colonne - il successo ai nerazzurri. I tifosi lilla protestarono veemente e si riunirono in un sit-in in piazza Monumento, dove bruciarono alcune copie del giornale sotto il monumento al Guerriero di Legnano. Il giorno successivo la testata giornalistica si scusò rettificando l'errore. Nella stessa stagione il Legnano giunse 2° alla Coppa Giuriati e alla Targa Burba, e 4° nella Coppa Biffi.

## In massima serie (1919-1926)

Un momento della partita Genoa-Legnano del 18 aprile 1920, vinta dai liguri per 5-0

Con la fine della prima guerra mondiale, i campionati federali organizzati dalla F.I.G.C. ripartirono. I Lilla disputarono la prima stagione ufficiale in Prima Categoria 1919-1920 venendo inseriti nel girone C lombardo dove giunsero secondi nel torneo a cinque dietro alla Milanese. Successivamente disputarono il girone A delle semifinali nazionali con squadre di grande blasone come Alessandria, Milan, Genoa, Pro Vercelli e Venezia, arrivando quinti e non qualificandosi alle finali nazionali. Degna di nota fu la vittoria, alla terza giornata del girone A delle semifinali nazionali, sulla pluriscudettata Pro Vercelli per 2 a 1. Altro evento importante fu la convocazione in Nazionale del portiere lilla Angelo Cameroni; Cameroni giocò in Nazionale una sola partita, l'amichevole Italia-Francia del 18 gennaio 1920, che terminò 9 a 4 per gli azzurri. 

Campo di via Lodi durante l'incontro Legnano-Inter del 9 gennaio 1921, terminato 1 a 1

Il Legnano, nella stagione 1920-1921, si aggiudicò il girone D del torneo regionale di qualificazione del campionato settentrionale venendo promosso al girone regionale finale, che vinse davanti a Inter e Milan laureandosi campione di Lombardia di I Categoria. In quest'ultima fase, degne di nota furono le due vittorie contro il Milan. La creazione di un'ulteriore fase a gironi, quella regionale finale, fu resa necessaria per l'aumento del numero delle squadre affiliate, che testimoniò la crescente popolarità del calcio. Il Legnano si qualificò quindi alle semifinali, dove venne inserito nel Girone C insieme a Torino, Padova e Mantova. Contese fino all'ultimo al Torino il primo posto nel girone, valevole per la qualificazione alle finali del campionato dell'Italia settentrionale e, dopo la vittoria nello scontro diretto all'ultima giornata, il Legnano sembrava addirittura in grado di aver la meglio sul Torino, essendo in testa alla classifica a pari merito con i granata torinisti, ma con una partita da recuperare contro il Mantova fanalino di coda. Un'inaspettata sconfitta a Mantova nel recupero impedì ai Lilla di operare il sorpasso, rendendo necessario uno spareggio tra le due squadre: l'incontro si disputò sul neutro di Vercelli e fu sospeso sul risultato di 1-1 durante l'"oltranza", dopo ben 158 minuti di gioco, poi l'arbitro decretò la fine dell'incontro per la spossatezza delle due compagini e per la sopravvenuta oscurità. Gli spareggi all'epoca non si concludevano dopo i tempi supplementari e gli eventuali calci di rigore, ma si proseguiva ad oltranza fino alla prima e decisiva rete di una delle due compagini (ora conosciuta come sudden death o golden goal). La ripetizione dello spareggio tra il Legnano e il Torino si sarebbe dovuta disputare la settimana successiva, ma le due squadre, estremamente spossate, decisero di rinunciare alle finali ritirandosi dal campionato per esaurimento delle forze a sole tre partite dalla finalissima che assegnava il titolo di campione d'Italia.

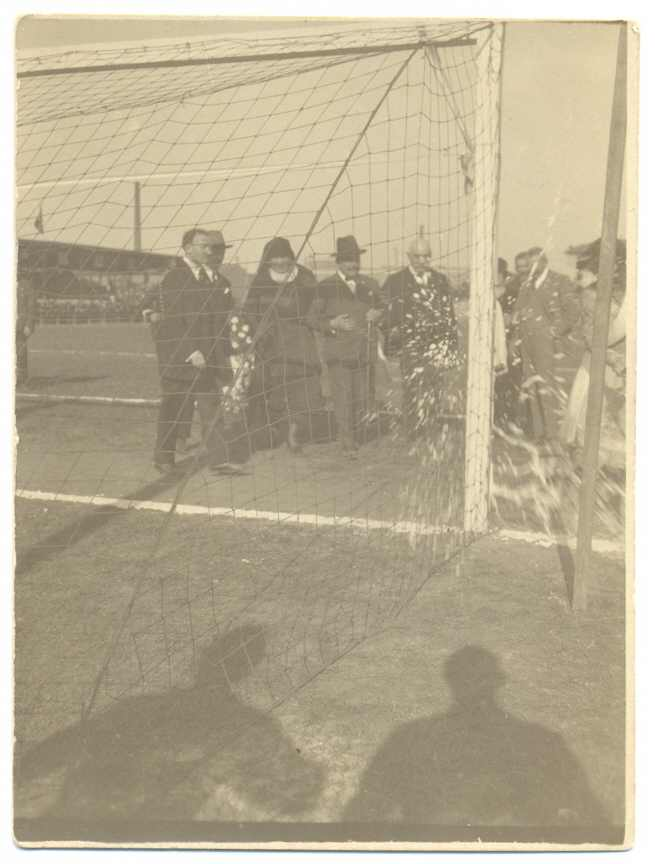
2 ottobre 1921: inaugurazione dello stadio di via Pisacane. La cerimonia terminò con un incontro calcistico tra il Legnano e l'Inter, partita che era valevole per il campionato di Prima Divisione 1921-1922 e che si concluse con il risultato di 6 a 0 per i legnanesi

In segno di protesta per le dimensioni elefantiache raggiunte dal campionato (64 iscritte al Nord) e per la bocciatura del Progetto Pozzo, piano di riforma dei campionati volta a ridurre le partecipanti alla massima serie per l'Italia settentrionale a sole 24 partecipanti, il Legnano, insieme ad altre 23 tra le società maggiori, fu tra le squadre secessioniste che aderirono alla C.C.I. fondando un campionato parallelo a quello federale.
Nel luglio del 1921 accolse per fusione il club Giovani Calciatori Legnanesi. Nella stagione 1920-1921 anche il G.C. Legnanesi militava in Prima Categoria, e quindi la città di Legnano era rappresentata, al massimo livello, da due società calcistiche. Essendo però inseriti in due gruppi differenti, i due club non disputarono mai un derby.
Nella stagione 1921-1922 i campionati italiani di calcio furono quindi due, uno organizzato dalla F.I.G.C. e uno predisposto dalla C.C.I.; il Legnano partecipò al secondo torneo menzionato. I Lilla conclusero il girone B della Prima Divisione della C.C.I. in sesta posizione, senza passare al turno successivo, con 20 punti al pari di Casale e Torino e a 17 punti dal Genoa capolista. Il 21 ottobre 1921 venne inaugurato lo stadio cittadino di via Pisacane, che da allora divenne il campo di gioco casalingo dei Lilla. Costruito su terreni ceduti dall'azienda meccanica legnanese Franco Tosi nei pressi degli stabilimenti e delle case operaie della stessa, venne inaugurato alla prima giornata di campionato, che vide la vittoria del Legnano sull'Inter per 6 a 0.
Al termine della stagione lo strappo tra la F.I.G.C. e la C.C.I. si ricucì. All'atto della riunificazione delle due federazioni, il campionato venne riformato raccogliendo le rimostranze delle squadre "ribelli". Nella stagione 1922-1923 il Legnano raggiunse un ottimo secondo posto con 32 punti nel girone B della Lega Nord di Prima Divisione, alle spalle del Genoa capolista con 39 punti alla fine campione d'Italia. Il turno venne però passato solo dalla prima classificata nel girone. Degne di nota furono le vittorie contro la Juventus alla settima giornata e contro il Bologna al tredicesimo turno.
La stagione 1923-24 fu preannunciata dal cambio di guardia sulla panchina del Legnano: il binomio formato da Primo Colombo e Adamo Bonacina venne sostituito dall'ungherese Imre Schöffer, che fu il primo allenatore professionista del Legnano ed il primo di nazionalità straniera. I Lilla, nella stagione 1923-1924, disputarono il girone B della Lega Nord di Prima Divisione, arrivando sesti con 21 punti a 10 lunghezze dal Bologna vincitore del girone. Degne di nota furono le vittorie contro il Torino all'ottava giornata e contro la Pro Vercelli al decimo turno.

Un momento della partita Legnano-Verona del 1º febbraio 1925, terminata 1-1

I campionati successivi non furono altrettanto esaltanti: nel 1924-1925 il Legnano andò vicino alla retrocessione con un undicesimo e penultimo posto nel girone A di Lega Nord di Prima Divisione con 15 punti, a 15 lunghezze dal Genoa capolista e a tre punti dallo Spezia fanalino di coda. I Lilla evitarono gli spareggi retrocessione con le seconde classificate della Seconda Divisione grazie alla rinuncia di queste ultime. Nella stagione citata arrivarono al Legnano anche i primi giocatori stranieri, gli ungheresi Rokken e Zsin. In questo campionato, degne di nota furono le due vittorie sul Torino e il successo, a Milano, sull'Inter con una doppietta di Rokken davanti a 500 tifosi lilla. A fine campionato, a causa dei pessimi risultati ottenuti e della situazione finanziaria, che era problematica, i vertici societari vennero azzerati con la speranza di evitare il fallimento. Fu infatti eletta una commissione straordinaria che ebbe il compito di risolvere i problemi di bilancio. Carlo Delle Piane, discendente di uno dei fondatori della Manifattura di Legnano, fu eletto alla presidenza del Legnano. Questo campionato fu sfortunato soprattutto per un altro motivo: il 27 febbraio morì il calciatore lilla Imre Rokken a causa di una setticemia. L'ultimo saluto al giovane campione fu dato da una folla immensa.
La discesa nella serie inferiore fu rinviata solo di un anno: complice la prevista riduzione delle partecipanti al torneo di massima serie a sole 16 società a partire dal 1926-1927, e la conseguente introduzione di quattro retrocessioni per girone, il Legnano nel campionato di Prima Divisione 1925-1926 con il 12º e ultimo posto nel girone A della Prima Divisione Nord, venne retrocesso in Prima Divisione, cioè nella categoria declassata a secondo livello dalla Carta di Viareggio ed omonima della vecchia massima serie. Il Legnano visse quindi la prima retrocessione della sua storia. La pessima stagione fu anche figlia della cessione dei giocatori migliori prima dell'inizio del campionato, che fu causata dalla necessità di risanare le finanze della società: l'obiettivo primario era infatti scongiurare il fallimento della società.
La Carta di Viareggio, un progetto di riforma dei campionati, diede però una speranza di salvezza al Legnano e alle altre retrocesse, istituendo un torneo di qualificazione a eliminazione diretta (con quarti, semifinali e finale) con in palio un posto per la massima serie (ribattezzata Divisione Nazionale). Il Legnano, tuttavia, non seppe sfruttare l'opportunità concessagli: vinto il quarto di finale contro l'Udinese a tavolino per ritiro dell'avversaria, fu eliminato in semifinale dall'Alessandria con un punteggio netto di 4-1, retrocedendo dunque in Prima Divisione, ovvero nel nuovo campionato cadetto (omonimo della vecchia massima serie) che fu istituito in seguito alla creazione della Divisione Nazionale.

## Il ritorno in Divisione Nazionale e l'esordio in Serie A (1926-1930)

Formazione del Legnano nella stagione 1926-1927

Nella stagione 1926-1927, la prima per il Legnano in Prima Divisione (ora nome della serie cadetta), la squadra arrivò terza nel girone B a 23 punti, alle spalle di Novara (primo a 30 punti) e Biellese (seconda a 24 punti), sfiorando la promozione. Il Legnano non riuscì quindi ad essere promosso in Divisione Nazionale (la massima serie dell'epoca), nuovo nome del massimo livello del calcio italiano, obiettivo che fu invece raggiunto per la prima volta dai rivali della Pro Patria: in questo modo il Legnano perse il ruolo di unico riferimento calcistico dell'Alto Milanese. In questa stagione il Legnano partecipò per la prima volta alla Coppa Italia 1926-1927. In questa competizione venne eliminato al secondo turno dal Bologna. Questa stagione della coppa nazionale fu particolare: venne sospesa - e non più ripresa - nei sedicesimi di finale perché mancavano date libere per disputare gli incontri.
Nel 1927-1928 il Legnano, classificatosi 2º posto nel girone B della Prima Divisione Nord, fu ripescato d'ufficio in Divisione Nazionale, complice l'allargamento della stessa a 32 squadre e la scomparsa dell'Unione Sportiva Milanese, nel frattempo fusesi con l'Inter a formare l'Ambrosiana:
(Deliberazione della FIGC riportato da La Stampa del 29 giugno 1928, p. 5.)
I due gironi da sedici squadre così costruiti avrebbero dunque avuto il duplice scopo: sia di assegnare il titolo del 1929 - che per ovvi motivi di tempistica, a quel punto non sarebbe stato disputato con un torneo conclusivo, bensì reintroducendo per un'ultima volta la finale (e per lo stesso motivo anche la Coppa CONI non fu disputata) - sia quello di suddividere le società in un raggruppamento d'élite e in uno cadetto per le stagioni a venire. In particolare, metà delle società avrebbero costituito la Divisione Nazionale Serie A, mentre quelle classificate tra la nona e la quattordicesima posizione avrebbero dato origine alla Divisione Nazionale Serie B insieme alle quattro vincenti della Prima Divisione (ora declassata a terzo livello), con le ultime due classificate di ogni girone che sarebbero state retrocesse nell'ultima categoria citata.

Formazione del Legnano partecipante al Torneo Veterani 1928-1929

Il Legnano disputò un campionato pessimo, terminando la Divisione Nazionale 1928-1929 al 16º e ultimo posto nel girone A della Divisione Nazionale e retrocedendo in Prima Divisione, da quell'anno declassata, come già accennato, a terzo livello del calcio italiano. Tuttavia, in estate, la FIGC allargò i tornei di Serie A e B della Divisione Nazionale a 18 società portando al ripescaggio delle 4 retrocesse in Prima Divisione, tra cui il Legnano, che vennero riammesse in Serie B. Nella stagione 1928-1929 nacque anche la rivalità con la Pro Patria, squadra della confinante Busto Arsizio: il 28 ottobre 1928 si svolse infatti il primo scontro diretto ufficiale tra le due squadre.
I Lilla disputarono quindi la stagione 1929-1930 in Serie B, cioè nella prima edizione del campionato cadetto organizzato a girone unico. La stagione si concluse con i Lilla al secondo posto a 46 punti, a tre lunghezze dal Casale capolista. Il Legnano fu quindi promosso in Serie A. Questa promozione fu inaspettata: la dirigenza, infatti, non puntava alla massima serie a causa dei costi sempre maggiori che erano necessari per ambire al massimo livello del calcio italiano.

## Il temporaneo declino (1930-1945)

Milan-Legnano del 30 novembre 1930 (10ª giornata di andata), disputata all'Arena Civica e terminata 2-0 per i rossoneri

Nella stagione 1930-1931 la dirigenza decise la conferma pressoché totale della rosa della stagione precedente senza quindi tentare di rinforzare la squadra per meglio figurare in Serie A. Dopo aver esordito alla prima giornata con un'incoraggiante vittoria casalinga sul Genoa in uno stadio stipato di tifosi, il Legnano disputò una stagione decisamente deludente, che si concluse con l'ultimo posto in classifica con 19 punti e la conseguente retrocessione in Serie B. Il Legnano si classificò a un punto dal Livorno, retrocesso insieme ai Lilla, e a due lunghezze dal Casale, che invece si salvò. Degne di nota furono la vittoria per 6 a 2 contro il Modena alla ventottesima giornata e il successo contro il Napoli all'ultima giornata di campionato. 
Seguirono quattro stagioni in Serie B, con piazzamenti a metà classifica. Per la stagione 1931-1932 l'obiettivo della dirigenza fu quello si allestire una squadra adatta a disputare un buon campionato di Serie B senza ambire alla promozione in massima serie. Questa stagione si concluse con l'11º posto in classifica a 34 punti, a 9 lunghezze dall'Udinese, prima delle retrocesse, e a 16 punti dalla capolista Palermo.

Un'immagine di Legnano-Pro Patria del 5 aprile 1931, 7ª giornata di ritorno del campionato di Serie A, terminata

Nella stagione 1932-1933 la situazione finanziaria del Legnano continuò ad essere precaria, tanto che fu a rischio l'iscrizione dei Lilla al campionato. Quest'ultima fu effettuata grazie all'iniezione di denaro nella casse societarie ad opera di alcuni dirigenti e alla cessione di alcuni giocatori. L'obiettivo era quindi diventato la salvezza. Questa stagione si concluse con il 12º posto in classifica a 26 punti, a pari merito con la Cremonese, ed a 25 punti dalla capolista Livorno, nonché a 5 punti dalla Pistoiese, ultima in graduatoria. In questa stagione non ci furono retrocessioni a causa della riforma del campionato: dalla stagione successiva sarebbe diventato a due gironi, con conseguente aumento delle squadre partecipanti.
La stagione 1933-1934 di Serie B, che fu organizzata a due gironi per contenere i costi delle trasferte, si concluse per il Legnano con l'11º posto in classifica del girone A a 16 punti, a due lunghezze dal Cagliari, penultimo e primo delle retrocesse, e a 20 punti dalla capolista Sampierdarenese. L'altra retrocessa fu il Derthona, che si fermò a 9 punti. Il Legnano fece un campionato mediocre e si salvò all'ultima giornata nonostante due sconfitte nelle ultime due partite del torneo. Prima dell'inizio del campionato, la nuova dirigenza, per dare ossigeno alle casse societarie, decise di vendere alcuni dei suoi giocatori migliori. 
Nel 1934 diventò presidente del Legnano Giulio Riva, imprenditore attivo nel tessile, che restò in carica fino al 1945. La stagione 1934-1935 di Serie B subì un altro cambiamento, che fu finalizzato al campionato della stagione successiva: quest'ultimo sarebbe infatti tornato a girone unico, con il conseguente netto calo del numero delle squadre partecipanti. Per tale motivo vennero predisposti due gironi a 16 squadre, metà delle quali sarebbero retrocesse in Serie C. Considerando i risultati degli anni precedenti, e l'impossibilità di allestire una squadra migliore, la retrocessione per il Legnano era nell'aria. Il Legnano disputò un campionato mediocre, nonostante alcune vittorie di rilievo che furono conseguite con la Pro Patria, con il Messina e con il Pisa, che lenirono parzialmente le sofferenze dei tifosi lilla; il ruolino di marcia in casa fu discreto, a fronte di un rendimento esterno disastroso. La stagione si concluse con il 13º posto in classifica nel girone A a 21 punti, a 11 lunghezze dal Messina, cioè dalla squadra che occupò l'ultimo posto disponibile per la salvezza, ed a 21 punti dalla capolista Genova 1893. Il Legnano conobbe quindi la sua prima retrocessione in Serie C della sua storia.

Il monogramma del Football Club Legnano, utilizzato fino alla stagione 1934-1935, dopo di cui la società cambiò nome in Associazione Calcio Legnano

Seguirono due stagioni pessime in C, con la squadra retrocessa due volte in Prima Divisione regionale e altrettante volte ripescata in C dalla federazione. Nella stagione 1935-1936 di Serie C i Lilla furono inseriti nel girone B; il Legnano disputò un campionato pessimo, chiudendo al 12º posto a 21 punti, a 24 lunghezze dalla Cremonese capolista e a pari punti con il Fanfulla, che rese necessario lo spareggio retrocessione. Le due squadre si affrontarono sul campo neutro di Brescia il 31 maggio 1936 con il risultato finale di 3 a 1 per il Fanfulla, che decretò la seconda retrocessione consecutiva per i Lilla, questa volta in Prima Divisione regionale. Il Legnano venne poi ripescato nell'estate del 1936 dalla F.I.G.C. grazie all'allargamento del numero delle squadre partecipanti alla Serie C della stagione successiva. In Coppa Italia 1935-1936 il Legnano venne eliminato al terzo turno dalla Pro Vercelli. Al primo turno i Lilla batterono il Lecco, mentre al secondo ebbero ragione della Falck. Quest'ultimo incontro venne rattristato da un episodio tragico: al 55' un giocatore della Falck si accasciò al suolo stroncato da un malore. L'incontro venne sospeso sul risultato di 2 a 0 per i Lilla e successivamente assegnato a tavolino al Legnano con lo stesso risultato per la rinuncia della Falck a continuare l'incontro.
Nella stagione 1936-1937 nel girone B il Legnano arrivò quartultimo con il Crema a 26 punti, a 16 lunghezze dal Vigevano capolista ed a 12 punti dalla Gallaratese fanalino di coda. Sarebbe stato ancora retrocesso, ma grazie ad un nuovo allargamento dei quadri della Serie C, per la seconda volta in due anni, la squadra venne ripescata in Serie C. Nel luglio 1936 la società cambiò nome, abbandonando l'albionico Football Club Legnano per il più italico Associazione Calcio Legnano: l'italianizzazione del nome della società fu imposta dal regime fascista. In Coppa Italia 1936-1937 venne eliminato al primo turno dal Vigevano.
Il rendimento nella stagione 1937-38 fu migliore di quello dei campionati precedenti, soprattutto in casa, con il Legnano che si piazzò 6º in classifica nel girone B con 34 punti appaiato al Lecco, a 6 lunghezze dalle due capolista Fanfulla e Piacenza ed a 12 punti dall'Isotta Fraschini, cioè dalla prima delle retrocesse. In Coppa Italia 1937-1938, il Legnano venne eliminato al primo turno dalla SIAI Marchetti di Sesto Calende.
Nella stagione 1938-39 il Legnano disputò il quarto campionato consecutivo in Serie C ottenendo nuovamente il 6º posto in classifica, questa volta nel girone C con 26 punti, a 12 lunghezze dal Brescia capolista e a 5 punti dal Crema, terzultimo in graduatoria e primo delle retrocesse. In Coppa Italia 1938-1939 venne invece eliminato al primo turno dalla Biellese dopo aver superato, nelle qualificazioni, il Dopolavoro Fiat grazie a un doppio scontro che fu necessario per il pareggio scaturito, anche dopo i tempi supplementari, nel primo incontro.
Nel girone C della stagione 1939-1940 di Serie C il Legnano, con 31 punti, ottenne nuovamente il 6º posto in classifica grazie a un buon campionato, soprattutto in casa. In graduatoria, i Lilla si classificarono a 9 punti dalla capolista Varese e a 13 lunghezze dalla Gerli Cusano, terzultima in classifica e prima delle retrocesse. In Coppa Italia 1939-1940 il Legnano venne eliminato al secondo turno dal Monza dopo aver passato le qualificazioni battendo la Pro Patria per 3 a 2 e superato il primo turno sconfiggendo l'Omegna.
Nella stagione 1940-41 di Serie C, il Legnano ottenne il 9º posto in classifica nel girone C con 29 punti, lontano 23 lunghezze dalla Pro Patria promossa in Serie B e a 14 punti dall'Omegna, ultima in graduatoria e unica delle retrocesse. In Coppa Italia 1940-1941, invece, il Legnano venne eliminato nelle qualificazioni dal Meda.
Nella stagione 1941-1942 il Legnano disputò un campionato mediocre nel girone C della Serie C, piazzandosi al 10º con 25 punti, a 26 lunghezze dalla capolista Varese e a 13 punti dal Meda penultimo in classifica e primo delle retrocesse. Il campionato dei Lilla fu caratterizzato da una buona partenza, che venne seguita da una serie di partite pessime; il torneo si concluse poi con un finale discreto, che permise alla squadra di salvarsi abbastanza agevolmente.

Formazione del Legnano degli anni 1940

Benché le restrizioni della guerra si facessero sentire sempre di più, anche per la stagione 1942-1943 la Federcalcio decise di non interrompere i campionati. Le vicissitudini della guerra iniziarono a ripercuotersi anche nel calcio, con moltissime società in chiara difficoltà e che non poterono, alla fine, iscriversi ai campionati. Anche la Serie C subì questa situazione: le squadre partecipanti al girone D, quello a cui prese parte il Legnano, furono solo 13. Nonostante la rosa rivoluzionata, il Legnano disputò un ottimo campionato piazzandosi 3º nel girone D con 34 punti, uno in meno del Vigevano secondo classificato e sei in meno del Varese capolista, che poi vincerà le finali ottenendo la promozione in Serie B. Considerando le ultime otto stagioni, questo fu il miglior risultato dei Lilla in campionato.
Gli eventi nefasti della seconda guerra mondiale culminarono con l'arresto di Benito Mussolini e il tragico epilogo dell'armistizio dell'8 settembre 1943, in seguito dei quali l'Italia fu divisa in due e diventò preda della guerra civile. Per quanto riguarda il calcio, i campionati vennero interrotti e la sede della F.I.G.C. venne spostata a Milano. La Federazione, nella stagione 1943-1944, organizzò alcuni tornei di guerra a cui prese parte anche il Legnano.
Nel 1943-1944 il Legnano vennero inseriti nel girone D della Serie C Alta Italia, un torneo misto II Zona che venne predisposto dal Direttorio II Zona (Lombardia). Il Legnano vinse, con 22 punti, il girone a otto squadre (a cui parteciparono società del Legnanese) e poi si aggiudicò con 13 punti il girone finale a sei squadre, a cui presero parte altre compagini lombarde. Il girone finale venne però interrotto ad una giornata dal termine per motivi contingenti, visti i ripetuti allarmi diurni per i bombardamenti aerei. Durante questa stagione il Legnano disputò il primo e unico derby della città del Carroccio organizzato in un campionato della FIGC: nel torneo di Serie C Alta Italia i Lilla incontrarono in una doppia sfida la Robur Legnano, che sconfissero 3 a 1 in casa e 2 a 1 in trasferta.
Nel dicembre 1944, sotto l'egida del C.O.N.I. della Repubblica Sociale Italiana, fu organizzato il Torneo Benefico Lombardo, al quale parteciparono dodici società, Lilla compresi. Il Legnano poté schierare Del Bianco del Livorno, Monza della Lazio, Lamanna dell'Atalanta, Rancilio della Triestina, Mariani del Novara e Demaria dell'Ambrosiana, tutti giocatori ottenuti in prestito dalle rispettive squadre visto che i trasferimenti vennero bloccati alla fine della stagione 1942-1943. La classifica finale vide i Lilla al sesto posto con 18 punti, alla pari con Milan e Pro Patria, e 14 lunghezze dal Como capolista. La Gallaratese e il Varese rinunciarono alla partecipazione al torneo alla fine del girone di andata; nonostante il ritiro, i risultati conseguiti dalle due squadre fino alla rinuncia vennero computati ai fini della classifica.

## I primi anni del secondo dopoguerra: tra Serie A e B (1945-1957)

Pino Mocchetti

Dopo la Liberazione, a seconda guerra mondiale terminata, la F.I.G.C. decise di ripristinare i campionati tenendo conto dei tornei disputati dalle squadre durante la stagione 1942-1943, cioè dell'ultima stagione ufficiale organizzata dalla Federazione. Data la situazione ancora difficile, la Federazione predispose dei campionati provvisori: al Nord un torneo di Serie A ed uno misto di Serie B e C (a cui prese parte anche il Legnano), mentre al Sud un campionato misto di Serie A e B. La Federazione organizzò anche un torneo di Serie C diviso in due leghe, una al Nord ed una al Centro-Sud. Con la ripresa delle attività ufficiali, il Legnano ebbe un nuovo presidente, Pino Mocchetti, imprenditore tessile e farmaceutico, che ebbe subito l'obiettivo di riportare i Lilla in Serie A. Il torneo misto di Serie B e C prevedeva un girone finale a cui sarebbero state ammesse le prime due classificate di ogni gruppo; il vincitore del torneo finale sarebbe stato poi promosso nella massima serie. I Lilla, che furono inseriti nel girone B della Serie B-C Nord in qualità di società di terza fascia, si classificarono al 4º posto con 26 punti, a 2 lunghezze dalla Pro Patria, a 7 punti dalla Cremonese capolista (entrambe qualificate al girone finale) e a 13 lunghezze del Trento fanalino di coda. A stagione terminata, i Lilla furono ammessi d'ufficio in Serie B per via della decisione di organizzare il torneo cadetto - ancora per due stagioni - a più gironi in modo tale da limitare il costo delle trasferte per poi tornare, successivamente, al girone unico; in questo modo il numero di squadre ammesse in Serie B crebbe notevolmente, e di questo ne beneficiò anche il Legnano. Invece, per quanto riguarda la Coppa Alta Italia, il Legnano arrivò quinto ed ultimo classificato nel girone D.

Giovanni Mari

Per la stagione 1946-47 venne confermato l'obiettivo della promozione in Serie A: la campagna acquisti fu quindi improntata a rafforzare ulteriormente la rosa. Su tutti, l'acquisto più importante fu quello di Bruno Mozzambani, che in sei stagioni al Legnano segnò 77 reti (record ancora imbattuto) con una media realizzativa di 0,44 gol a partita; con questi numeri, Mozzambani diventò una delle bandiere lilla. Il campionato disputato fu ottimo: tra le 22 partecipanti del girone A, il Legnano si piazzò al 2º posto con 53 punti, sette in meno della promossa Pro Patria capolista indiscussa e cinque in più del Novara terzo classificato, sfiorando la promozione in Serie A.
La stagione 1947-1948 di Serie B fu l'ultima organizzata a più gironi: dal campionato successivo sarebbe infatti tornata a girone unico, con la conseguente forte riduzione del numero di squadre partecipanti. Per la precisione, le vincitrici dei tre gironi sarebbero state promosse in Serie A, quelle giunte dal secondo a sesto posto avrebbero ottenuto la salvezza, mentre le squadre arrivate settime avrebbero partecipato ad un torneo salvezza durante il quale si sarebbero decise le retrocessioni: tutte le altre compagini sarebbero invece retrocesse in Serie C. Obiettivo del Legnano, anche per questa stagione, fu la promozione in Serie A. Per tale motivo, la rosa venne ulteriormente rafforzata. Dopo un'ottima partenza, il Legnano conobbe un andamento altalenante che fece dare l'addio ai sogni di promozione già alla fine del girone di andata. Il risultato finale fu il 4º posto in classifica nel girone A con 40 punti a pari merito con il Seregno e lo Spezia, a 6 lunghezze dal Novara capolista ed a un punto dalle due settime classificate, la Pro Sesto e il Crema, che parteciparono al girone salvezza.
Sempre con l'obiettivo della promozione in Serie A, per la stagione 1948-1949, venne approntata una campagna acquisti finalizzata a un ulteriore miglioramento della rosa. In campionato, un andamento altalenante non permise al Legnano di andare oltre all'8º posto in graduatoria, che disputò quindi una stagione di transizione. I Lilla si classificarono a pari merito con il Pisa a 42 punti, a 18 lunghezze dal Como capolista e con 5 punti in più del Parma, primo tra le retrocesse.
Nella stagione 1949-1950, ad un inizio molto positivo, che portò provvisoriamente il Legnano in testa alla classifica, seguì una lunga serie di risultati altalenanti, soprattutto in trasferta, da cui conseguì il 3º posto finale in graduatoria a 57 punti, a 4 lunghezze dal Napoli capolista e a 3 punti dall'Udinese seconda classificata. Nel complesso, in campionato il Legnano non deluse le attese e destò un'impressione positiva, facendo ben sperare per il futuro e per una possibile e imminente promozione in Serie A.
Il Legnano disputò un campionato di Serie B 1950-1951 eccellente, che si concluse con la promozione in Serie A dei Lilla grazie al 2º posto in classifica a 54 punti, quattro in meno della SPAL capolista e sette in più del Modena giunto terzo. La certezza matematica della promozione fu ottenuta alla terzultima giornata nonostante la sconfitta con il Catania: il passaggio di categoria venne festeggiato nella giornata successiva, che il Legnano giocò in casa, dall'invasione di campo dei tifosi a incontro terminato, dalla banda comunale e dalla consegna di medaglie d'oro ai giocatori lilla da parte del presidente della F.I.G.C.. Dopo la partita fu l'intera città a festeggiare, con due giocatori lilla, Lorenzo Colpo e Bruno Mozzambani, che girarono per il centro abitato accolti da un pubblico entusiasta. Questa stagione fu tra le migliori mai disputate dal Legnano: durante il campionato i Lilla stabilirono molti record, che resistono imbattuti ancora dopo decenni. Tra essi, ci sono il maggior numero di vittorie consecutive (9 dalla 15ª alla 23ª giornata), il maggior numero di vittorie (25), il maggior numero di vittorie interne (19 su 20), il maggior numero di vittorie interne consecutive (15), il maggior numero di reti segnate (89), il maggior numero di reti segnate da un giocatore in un solo incontro (Bertoni, cinque in Legnano-Treviso 8-2), la vittoria con il più largo scarto (contro il Seregno per 7-0) e la vittoria con maggior numero di gol segnati (contro il Treviso per 8-2).

Un'immagine di Legnano-Bologna del 3 febbraio 1952, che costò la sconfitta a tavolino 2-0 per le aggressioni all'arbitro Bruno Tassini

La stagione 1951-1952 segnò il ritorno dei Lilla nel massimo livello del calcio italiano dopo 21 anni di assenza. Questa stagione si concluse con il 20º e ultimo posto in classifica a 17 punti (12 lunghezze in meno del Padova penultimo), che portò alla retrocessione in Serie B dei Lilla. Degno di nota fu un avvenimento accaduto alla prima giornata di ritorno, il 3 febbraio 1952, che coinvolse Bruno Tassini, arbitro di Legnano-Bologna, vinta dai rossoblu con un rigore a pochi minuti dalla fine; il direttore di gara, che fu contestato per due rigori negati al Legnano e, più in generale, per l'arbitraggio giudicato a favore degli ospiti, venne aggredito da alcuni tifosi lilla alla stazione Centrale di Milano nel suo viaggio di ritorno a casa a Verona. I Lilla subirono una pesante squalifica del campo (11 mesi: fu la più lunga squalifica comminata, fino ad allora, ad uno stadio di Serie A) e la sconfitta a tavolino per 2-0 per il lancio, durante l'incontro, di palle di neve dagli spalti.
A causa della retrocessione in Serie B dopo un campionato disastroso terminato all'ultimo posto, e della lunga squalifica del campo comminata per l'aggressione all'arbitro Tassini, poi revocata per la retrocessione in Serie B, Pino Mocchetti lasciò la carica di presidente. Venne sostituito da un commissario straordinario, Luigi Mandelli, che fu a sua volta sostituito da Giovanni Mari. Mari divenne presidente a soli 32 anni, età che gli permise di stabilire un record: fino ad allora nessuna società sportiva professionistica italiana aveva mai avuto un presidente così giovane. L'obiettivo del Legnano di questa stagione fu il ritorno immediato in Serie A. La stagione 1952-1953 si concluse poi con il 2º posto in classifica a 41 punti a pari merito con il Catania e a tre lunghezze dal Genoa capolista. Questo campionato fu caratterizzato da un combattutissimo testa a testa tra le tre squadre, dove spiccò il 4 a 0 casalingo del Legnano sui genoani all'undicesima giornata. L'ottimo finale dei siciliani permise agli etnei di sbarazzarsi della concorrenza delle sorprendenti Cagliari e Valdagno, riuscendo ad agganciare un lanciato ma zoppicante Legnano in seconda posizione. Per decidere chi sarebbe stata promossa in Serie A come seconda classificata, fu necessario uno spareggio in pieno luglio, che venne vinto dai Lilla sul Catania per 4 a 1. Dopo una sola stagione in Serie B, il Legnano tornò quindi in massima serie.

Formazione del Legnano nel 1953-1954, l'ultima a calcare i campi della Serie A, con indosso la seconda maglia nera con fascia lilla

Ancora una volta il Legnano concluse il proprio campionato in massima serie all'ultimo posto, ritornando immediatamente in Serie B: alla penultima giornata della stagione 1953-1954 il Legnano era all'ultimo posto con altre tre squadre, e quindi ancora in corsa per la salvezza (solo le ultime due classificate retrocedevano), ma il pareggio ottenuto all'ultima giornata con il Novara condannò i Lilla all'ultimo posto e alla retrocessione, avendo le altre tre concorrenti per la salvezza (SPAL, Palermo e Udinese) vinto e staccato i lombardi di un punto (alle tre pericolanti, per la cronaca, essendo a pari punti, toccarono gli spareggi, che sancirono il ritorno in Serie B, dopo sei anni, dei siciliani). Da allora i Lilla non fecero più ritorno in Serie A.
La retrocessione in Serie B, all'ultimo posto in classifica, della stagione 1953-1954 ebbe come conseguenza le dimissioni di Giovanni Mari dalla carica di presidente del Legnano. Nella stagione 1954-1955 il Legnano sfiorò di nuovo l'immediato ritorno in massima serie, classificandosi al 3º posto in Serie B a 40 punti a pari merito con il Modena e a due lunghezze dal Padova, secondo in classifica e promosso in Serie A insieme al Vicenza capolista: fatale per la mancata promozione fu la secca sconfitta nello scontro diretto contro il Padova all'ultima giornata, che permise proprio ai patavini di staccare i Lilla in classifica e di strappare la promozione in massima serie. Il Legnano fallì quindi per soli due punti la terza promozione consecutiva nella massima serie.

Formazione del Legnano nel 1956-1957, l'ultima a disputare il campionato di Serie B

Seguì un inesorabile declino: già nel 1955-1956 il Legnano disputò il quattordicesimo campionato di Serie B della sua storia, giungendo al 14º posto in classifica a 30 punti, a 8 lunghezze dal Livorno penultimo in graduatoria e primo delle retrocesse, e a 19 punti dalla capolista Udinese. Dopo un'ottima partenza che fece ben sperare, il Legnano conobbe una fase di forte involuzione, che lo fece scendere a metà classifica. Degni di nota furono due incontri giocati al sabato pomeriggio, Legnano-Verona del 14 gennaio e Legnano-Marzotto del 7 aprile, che vennero anticipati per poter essere ripresi e trasmessi in televisione dalla RAI.
La retrocessione in terza serie arrivò l'anno successivo. Nella stagione 1956-1957 il Legnano disputò il quindicesimo campionato di Serie B della sua storia. La stagione fu pessima e si concluse con il 18º e ultimo posto a 23 punti, a cinque lunghezze dal Taranto, prima delle squadre che si salvarono. Il Legnano retrocesse quindi in Serie C: questo fu l'ultimo campionato di Serie B disputato dai Lilla.
Negli anni 1950 si parlò della fusione del Legnano con la Pro Patria a formare un nuovo sodalizio calcistico, l'Olonia (dal nome del fiume che attraversa Legnano e che passa non lontano da Busto Arsizio: l'Olona), che avrebbe dovuto avere la divisa sociale bianca cerchiata di blu e di lilla: l'iniziativa non ebbe però seguito, sebbene la trattativa tra le due società fosse in uno stadio molto avanzato.

## Tra Serie C e D (1957-1978)
Seguì un ventennio di permanenza in Serie C (sempre nel girone A), nel quale il Legnano non fu praticamente mai in lotta per la promozione in Serie B, concludendo spesso la stagione a metà classifica.
La stagione 1957-1958 terminò con l'8º posto in classifica a 35 punti, a sette lunghezze dal Vigevano secondo classificato e a otto punti dalla Reggina capolista (entrambe promosse in Serie B). Le trasferte furono onerose per via dei viaggi necessari a raggiungere gli stadi delle altre squadre: la Serie C era ancora organizzata a girone unico, e quindi nello stesso torneo erano inserite anche squadre del centro e del sud Italia.
Il campionato 1958-1959 fu segnato dalla riforma della Serie C, con il ritorno all'organizzazione in più gironi: in particolare, il Legnano venne inserito nel gruppo A. Dato che dall'anno successivo si sarebbe passati da due a tre gironi, in questa stagione non vennero previste retrocessioni. La stagione 1958-1959 di serie C si concluse per il Legnano con il 18º posto in classifica nel girone A a 31 punti, a 6 lunghezze dal Pordenone ultimo in graduatoria, e a 27 punti dal Mantova e dal Siena prime in classifica. In Coppa Italia 1958-1959, invece, il Legnano venne eliminato al primo turno dal Varese; questa fu l'ultima partecipazione dei Lilla alla coppa nazionale.

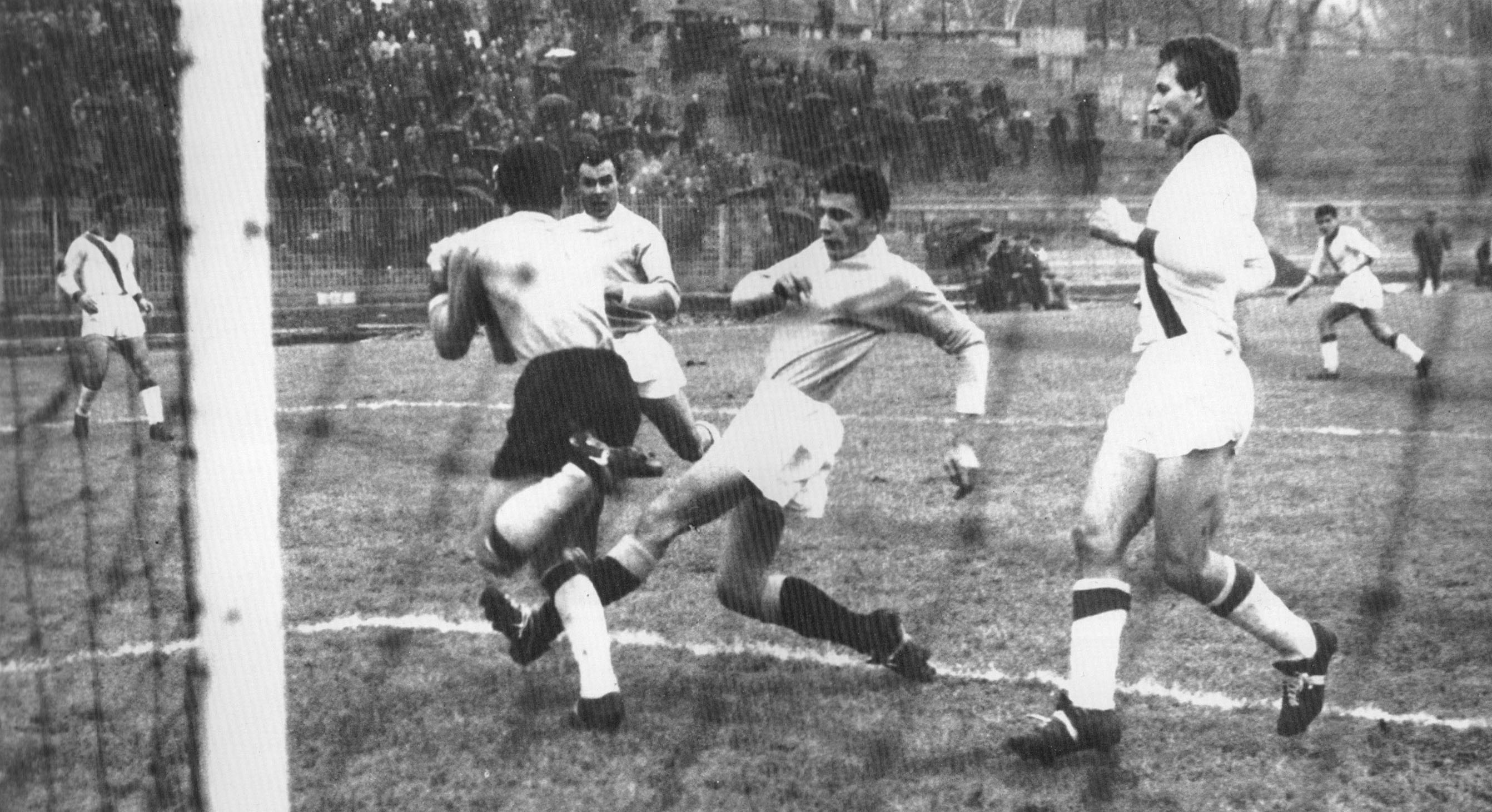
Gigi Riva in azione al Legnano nella stagione 1962-1963

Nel 1959 diventò presidente della società Luciano Caccia, che resse le redini del Legnano fino al 1963, quando lasciò la presidenza a favore di un commissario straordinario. Le stagioni sotto la guida di Luciano Caccia si conclusero nel 1959-1960 con un 5º posto in classifica nel girone A a 39 punti, a nove lunghezze dalla capolista Pro Patria e a 14 punti dal Vigevano penultimo in graduatoria e primo delle retrocesse, nel 1960-1961 con un 9º posto in classifica nel girone A a 34 punti, dieci in meno del Modena capolista e a 5 lunghezze dal Piacenza penultimo e primo delle retrocesse, nel 1961-1962 con 15º posto a 29 punti, con il Saronno e la Pro Vercelli a 28 punti che retrocessero insieme al Bolzano ultimo a 15 punti e nel 1962-1963 con un 7º posto in classifica a 34 punti, affiancato dalla Rizzoli e dal Fanfulla, a 16 lunghezze dal Varese capolista e a 9 punti dal Casale penultimo in graduatoria e primo delle retrocesse. Per quanto riguarda il calciomercato della stagione 1962-1963, arrivò nei Lilla un giovane Gigi Riva, che in seguito diverrà uno dei più forti attaccati italiani di tutti i tempi. 

Formazione del Legnano nella stagione 1964-1965

Nella stagione 1963-64 il Legnano disputò il girone A della Serie C, vinto dalla Reggiana con 55 punti, che fu l'unica squadra promossa in Serie B: i Lilla si piazzarono al 5º posto con 34 punti in classifica. Nell'estate del 1964 diventò presidente del Legnano Augusto Terreni, un imprenditore del ramo edilizio. Nella stagione 1964-1965 i Lilla si classificarono al 12º posto a 30 punti, sei sopra la zona retrocessione e 17 punti in meno del Novara, che guadagnò la promozione in Serie B. La stagione 1965-66, disputata nel girone A della Serie C, permise al Legnano di lottare nell'alta classifica fino a cinque giornate dalla fine, quando una flessione fece chiudere ai Lilla il campionato all'8º posto a 36 punti, nove meno del Savona capolista e promosso in Serie B.
Nella stagione 1966-67 il Legnano disputò il girone A della Serie C, piazzandosi al 7º posto con 34 punti, staccato dalla coppia che vinse il campionato con 50 punti, Monza e Como. I Lilla pagarono soprattutto il rendimento in trasferta, che fu deludente. Nella stagione 1967-1968 il Legnano disputò il girone A della Serie C, concludendo 8º in classifica con 38 punti, a 19 lunghezze dal Como capolista e promosso in Serie B e a 11 punti dalla zona retrocessione. Nella stagione 1968-1969 il Legnano disputò il girone A della Serie C, chiudendolo a metà classifica, al 10º posto con 38 punti, a 17 lunghezze dal Piacenza capolista ed a 6 punti dalla zona retrocessione. Per i Lilla il campionato del 1969-70, disputato nel girone A di Serie C, si concluse con il 5º posto in classifica, a quota 42 punti, a 15 lunghezze dalla capolista Novara. La stagione partì benissimo, con quattro vittorie e una sconfitta nelle prime cinque giornate. Questi risultati portarono provvisoriamente i Lilla in testa alla classifica. Seguirono però parecchie battute di arresto che fecero scendere il Legnano in graduatoria. In particolare, nel 1969-1970, l'obiettivo della dirigenza era quello di riapprodare in serie B, obbiettivo che però non fu raggiunto.

Formazione del Legnano nel 1971-1972, con indosso la seconda maglia bianca con banda lilla

Dopo le spese effettuate nel campionato precedente con l'obiettivo per poter ambire alla promozione in Serie B, il bilancio della società tornò ad avere problemi. Per tale motivo, e a causa delle tante offerte ricevute dal presidente Augusto Terreni per i giocatori lilla che si distinsero nel'ottimo campionato precedente, venne deciso di vendere gli atleti migliori. Nella stagione 1970-1971 il Legnano disputò il girone A della Serie C, piazzandosi in dodicesima posizione di classifica con 35 punti, a 23 lunghezze dalla Reggiana capolista e promossa in Serie B, e a 4 punti dalla zona retrocessione. Questo pessimo risultato fu dovuto all'indebolimento della rosa e alla scarsa vena realizzativa dell'attacco. Nella stagione 1971-1972 il Legnano disputò il girone A della Serie C, in cui ottenne il nono posto in classifica con 39 punti in coabitazione col Padova, a 12 lunghezze dal Lecco capolista e a 7 punti dalla zona retrocessione. Dopo una buona partenza i Lilla scivolarono, a fine novembre, al penultimo posto in graduatoria. Con alcuni innesti di nuovi giocatori, il Legnano risalì gradualmente la classifica, salvandosi senza grossi problemi.
Nella stagione 1972-73 di Serie C il Legnano disputò il girone A, piazzandosi in dodicesima posizione con 34 punti, a 18 lunghezze dalle due capolista Parma e Udinese e a due punti dalla zona retrocessione. Dopo una partenza bruciante, che portò i Lilla in testa alla classifica, il Legnano conobbe una fase di involuzione che iniziò con la sconfitta interna, all'11ª giornata con il Vigevano fanalino di cosa, e che portò la compagine lilla a scendere progressivamente in graduatoria. Nella stagione 1973-74 di Serie C il Legnano giocò nel girone A della Serie C, ottenendo con 33 punti il quindicesimo posto in classifica, due soli punti in più del Savona retrocesso con Triestina e Derthona. Dopo una partenza disastrosa, che portò il Legnano all'ultimo posto in classifica, i Lilla si ripresero, salvandosi dalla retrocessione in Serie D. Al termine della stagione 1974-1975 arrivò la prima retrocessione in Serie D del Legnano dopo diciotto campionati consecutivi in Serie C: i Lilla si classificarono al 20º posto ed ultimo posto a 27 punti, a 8 lunghezze dalla salvezza, nel girone A di Serie C. La retrocessione fu seguita dalle dimissioni di Augusto Terreni dalla presidenza del Legnano.
Nella stagione 1975-76 il Legnano disputò il girone B della Serie D classificandosi al 4º posto con 38 punti, a sei lunghezze dal Pergocrema capolista e promosso in Serie C. Questo campionato fu caratterizzato da alcune difficoltà del Legnano a battere squadre più deboli sulla carta, che erano però estremamente motivate a fermare almeno con un pareggio i blasonati Lilla. Nella stagione 1976-77 il Legnano disputò il girone B della Serie D sfiorando la promozione: con 46 punti si piazzò in seconda posizione ad una sola lunghezza dal Trento che vinse il torneo guadagnando l'accesso in Serie C.
La stagione 1977-1978 fu l'ultima con la struttura della piramide calcistica italiana organizzata in quattro livelli nazionali (Serie A, B, C e D): dalla stagione successiva, la Serie C fu scissa in due nuovi livelli nazionali, la Serie C1 e la Serie C2, con conseguente considerevole aumento delle squadre promosse dalla Serie D. Nella stagione 1977-78 di Serie D i Lilla arrivarono al 2º posto a 43 punti, a tre lunghezze dal Pavia capolista, venendo promossi al nuovo campionato di Serie C2 insieme al Fanfulla, al Vigevano e, per delibera della F.I.G.C., alla Rhodense.

## Tra Serie C1, C2 e Campionato Nazionale Dilettanti (1978-2000)

Un momento della partita Legnano-Imperia dell'11 ottobre 1981, vinta dai Lilla per 3 a 2

Nel 1978 il Legnano si trasformò in società per azioni: l'obiettivo, che non venne però raggiunto, fu quello di migliorare la situazione finanziaria grazie all'azionariato popolare. Nella stagione 1978-79 il Legnano partecipò nel girone B del nuovo campionato di Serie C2, piazzandosi al terzultimo posto in classifica con 32 punti insieme alla Pro Vercelli. Si salvò vincendo lo spareggio giocato sul campo neutro di Pavia il 17 giugno 1979, in cui sconfisse proprio la Pro Vercelli per 3-1. L'iscrizione dei Lilla al campionato 1979-1980 di Serie C2 fu fortemente a rischio a causa di grandi difficoltà finanziarie. A questo punto intervenne l'associazione Famiglia Legnanese, che riuscì a trovare i finanziatori necessari per salvare il Legnano: come presidente dei Lilla venne rieletto Giovanni Mari, che aveva già ricoperto questa carica negli anni 1950. Nella stagione 1979-80 il Legnano disputò il girone B della Serie C2 classificandosi al 4º posto con 43 punti, a 5 lunghezze dalla zona promozione.
Nella stagione 1980-1981 il Legnano disputò il girone A della Serie C2. A dispetto dell'importante campagna acquisti, che ebbe l'obiettivo della promozione in Serie C1, i Lilla arrivarono terzultimi a 29 punti salvandosi grazie alla classifica avulsa. Il torneo fu vinto con 48 punti dalla Rhodense e dall'Alessandria, mentre retrocessero la Biellese ed l'Asti, che si trovavano negli ultimi due posti della classifica, e l'Arona, che aveva gli stessi punti del Legnano e del Derthona, ma con una peggiore situazione negli scontri diretti. La stagione 1981-1982 si aprì con il cambio di ragione sociale, che passò da "associazione sportiva" a società a responsabilità limitata. Prima dell'inizio del torneo lo stadio comunale di via Pisacane, che ospita dal 1921 le partite interne dei Lilla, venne ampliato e completato con la realizzazione di nuovi settori e delle coperture delle tribune centrali. Inoltre, fu realizzata la zona destinata alla stampa locale. Questi lavori furono accollati dall'Associazione Calcio Legnano. Memore dei risultati deludenti del campionato precedente, la dirigenza decise di rivoluzionare l'organico. In campionato, i Lilla ottennero il 4º posto in classifica con 39 punti nel girone A della Serie C2, a 6 lunghezze dalla zona promozione. L'ottimo finale di campionato della stagione precedente fece propendere alla società la riconferma dell'allenatore e della rosa. Nella stagione 1982-83 i Lilla dominarono il girone B della Serie C2 vincendo il campionato con 52 punti in classifica, otto in più del Fanfulla secondo classificato: entrambe le formazioni ottennero la promozione in Serie C1.

Un frangente della partita Legnano-Chievo del 25 ottobre 1987, vinta dai clivensi per 1 a 0

Il rendimento nel campionato 1982-1983 fu ottimo, e ciò iniziò a far sognare i tifosi del Legnano. Nell'ambiente lilla l'entusiasmo era tanto, tanto da far balenare l'idea di una possibile promozione in Serie B. Il responso del campo fu però differente: nella stagione 1983-84 il Legnano disputò il girone A della Serie C1 giungendo 13º ed ottenendo la salvezza grazie a 29 punti in classifica, a due lunghezze dalla zona retrocessione. Nella stagione 1984-85 il Legnano disputò il girone A della Serie C1, concludendo il campionato al 9º posto in classifica con 32 punti, a 13 lunghezze dalla zona promozione e a 2 punti dalla Jesina, prima delle retrocesse, mentre nella stagione 1985-1986 il Legnano ottenne il 10º posto, con 31 punti, nel girone A della Serie C1, a 16 lunghezze dalla coppia di testa Parma e Modena, entrambe promosse, e a 4 punti dalla zona retrocessione. La retrocessione avvenne nel campionato successivo: nella stagione 1986-1987 il Legnano si piazzò infatti all'ultimo posto in classifica, con 17 punti e a 13 lunghezze dalla salvezza, nel girone A della Serie C1 retrocedendo quindi in Serie C2. 

Lo stemma in uso fino al 2010

Prima dell'inizio della stagione 1987-1988, nel giugno del 1987, Giovanni Mari si dimise dalla carica di presidente del Legnano: a Mari successe l'amico e collaboratore Ferdinando Villa. Nella stagione 1987-88 il Legnano disputò il girone B della Serie C2, arrivando 6º in classifica con 32 punti, a 9 lunghezze dalla zona promozione. Poco prima dell'inizio della stagione, l'8 settembre, morì Giovanni Mari: per commemorarlo, l'11 ottobre, in occasione del sentitissimo derby con la Pro Patria, lo stadio comunale di via Pisacane venne dedicato all'indimenticato presidente appena scomparso. Durante la stagione venne ventilata nuovamente l'ipotesi di fusione tra la Pro Patria e il Legnano, ipotesi che non ebbe seguito.
Con l'obiettivo della promozione in Serie C1, la rosa venne rafforzata. Nella stagione 1988-1989 i Lilla disputarono il girone B della Serie C2, concludendolo al 3º posto in classifica con 40 punti, alle spalle delle due promosse Chievo (48 punti) e Carpi (45 punti). Nel 1989, prima dell'inizio della nuova stagione, il CONI insignì il Legnano della Stella d'oro al merito sportivo con la seguente motivazione:
(Motivazione dell'assegnazione della Stella d'oro al merito sportivo)
Sempre con l'obiettivo della promozione in Serie C1, alla luce degli ottimi risultati del girone di ritorno della stagione precedente, fu deciso di confermare l'organico a fronte di qualche ritocco. Prima dell'inizio del torneo, il Legnano chiese il ripescaggio nella serie superiore per via del fallimento di alcune società di Serie C1, ma senza esito. Nella stagione 1989-1990 il Legnano disputò pertanto il girone B della Serie C2, concludendolo al 5º posto in classifica con 37 punti, a 7 lunghezze dalla zona promozione e a 11 punti dalla prima delle retrocesse. Nella stagione 1990-1991 il Legnano prese parte al girone B della Serie C2, che si concluse al 7º posto di classifica con 35 punti, a 9 lunghezze dalla zona promozione. 

La formazione del Legnano campione d'Italia Allievi 1990-1991

La squadra poi declinò scendendo di categoria nel Campionato Nazionale Dilettanti al termine della stagione 1991-1992, con un 20º e ultimo posto nel girone A a 11 lunghezze dalla salvezza, retrocedendo con Cuneo, Virescit e Valdagno. Il torneo venne vinto dal Ravenna con 50 punti, davanti al Leffe con 47 punti, entrambe promosse in Serie C1. Questo fu il punto più basso della storia dei Lilla, perlomeno fino ad allora. Già 15 anni prima il Legnano aveva giocato nei Dilettanti, ma all'epoca il campionato di Serie D era il quarto livello del calcio italiano. Il Campionato Nazionale Dilettanti, invece, con la scissione della Serie C in Serie C1 e C2 di qualche anno prima, era diventato la quinta categoria della piramide calcistica italiana.
Il ritorno tra i professionisti fu immediato: nella stagione 1992-1993, il Legnano vinse con 50 punti il girone A, con quattro punti di vantaggio sul Saronno secondo e nove punti sul Fanfulla terzo, risalendo subito in Serie C2. Nel torneo per l'assegnazione dello Scudetto Dilettanti, i Lilla vennero eliminati nelle semifinali. Nella stagione 1993-1994 sfiorò la seconda promozione consecutiva - questa volta in C1 - con un 3º posto a 59 punti nel girone A di Serie C2: il torneo venne vinto dal Crevalcore con 65 punti davanti dall'Ospitaletto con 60 punti, entrambe promosse in Serie C1. Per il Legnano, il campionato fu caratterizzato da un andamento altalenante: nonostante ciò i Lilla furono in lotta per la promozione fino all'ultima giornata.
La stagione 1994-1995 fu caratterizzata da due novità: vennero introdotti i tre punti per vittoria e, per le Serie C1 e C2, i play-off e i play-out. Il Legnano disputò il girone A della Serie C2, ottenendo l'8º posto in classifica con 45 punti. Il torneo fu vinto con 70 punti dal Brescello, che venne promosso direttamente in Serie C1 accompagnato dal Saronno, che invece si impose nei play-off. Nella stagione 1995-1996 il Legnano disputò il girone A della Serie C2, piazzandosi al 14º posto con 34 punti. I Lilla disputarono i play-out con il Pergocrema, pareggiando la prima partita. Tre giorni prima della gara decisiva venne a mancare il presidente lilla Ferdinando Villa, morto per un aneurisma. In condizioni psicologiche difficili i legnanesi vennero sconfitti dai cremaschi (1-0) ripiombando, dopo tre anni, tra i dilettanti. 

Il monogramma ACL, storico simbolo della società

I Lilla rimasero tra i dilettanti per quattro stagioni. Nella stagione 1996-1997 il Legnano disputò il girone B del Campionato Nazionale Dilettanti, ottenendo il terzo posto in classifica con 61 punti. Il torneo venne vinto dalla Biellese-Vigliano con 78 punti davanti al Casale con 66 punti, con i primi promossi in Serie C2. I Lilla giocarono un ottimo girone di andata, che permise alla squadra di comandare a lungo la classifica. Nella seconda parte del campionato ci fu una crisi di risultati che causò la discesa del Legnano fino al terzo posto in graduatoria con conseguente fallimento dell'obbiettivo promozione. Nella stagione 1997-1998 il Legnano disputò il girone B del Campionato Nazionale Dilettanti, piazzandosi in seconda posizione in classifica con 64 punti, alle spalle del Borgosesia, che vinse il campionato venendo promosso in Serie C2. I Lilla, in questa stagione, non riuscirono mai a guadagnare la testa della classifica.
Nella stagione 1998-1999 il Legnano disputò il girone A del Campionato Nazionale Dilettanti, ottenendo il decimo posto in classifica con 45 punti. Il torneo venne vinto con 73 punti dall'Imperia, che ottenne la promozione in Serie C2. Alla quarta stagione in Serie D, nel campionato 1999-2000, il Legnano riuscì a risalire tra i professionisti, e lo fece dominando il girone B con 80 punti in classifica, mentre il Pavia al secondo posto ne ottenne 65. Nelle finali Scudetto Dilettanti i Lilla vennero eliminati al primo turno. Poco dopo la fine del campionato, una notizia sconvolse l'ambiente lilla e la città di Legnano: il presidente lilla Mauro Rusignuolo venne arrestato dalla Guardia di Finanza.

## Il primo decennio del XXI secolo (2000-2010)
L'arresto del presidente Mauro Rusignuolo al termine della stagione precedente fu un vero e proprio terremoto che gettò il Legnano e la tifoseria lilla nel panico. Per la società, che era estranea alla vicenda, fu un grande problema anche l'iscrizione al campionato di Serie C2, questione superata grazie al notevole sforzo economico effettuato dalla dirigenza, che versò di tasca propria alla Lega Calcio di Serie C i 400 milioni di lire necessari per la fideiussione. A metà stagione Mauro Rusignuolo, risolti i guai giudiziari, tornò a presiedere la società. Nella stagione 2000-2001 il Legnano disputò il girone A della Serie C2, totalizzando 40 punti in classifica. Dopo aver sfiorato la salvezza diretta, dovette disputare il play-out contro il Moncalieri, che venne superato grazie ad un doppio pareggio per 0-0 ed alla migliore classifica dei Lilla al termine della stagione regolare. Il torneo venne poi vinto con 69 punti dal Padova, che ottenne la promozione diretta in Serie C1, mentre l'altra promossa fu la Triestina, che vinse invece i play-off.
All'inizio della stagione 2001-2002 il presidente Mauro Rusignuolo rese pubblica la volontà di vendere il Legnano. Nella stagione 2001-2002 il Legnano disputò il girone A del campionato di Serie C2, piazzandosi all'undicesima posizione in classifica con 40 punti. Il torneo venne vinto con 66 punti dal Prato, che ottenne la promozione diretta in Serie C1, mentre la seconda promossa fu la Pro Patria che vinse i play-off. 

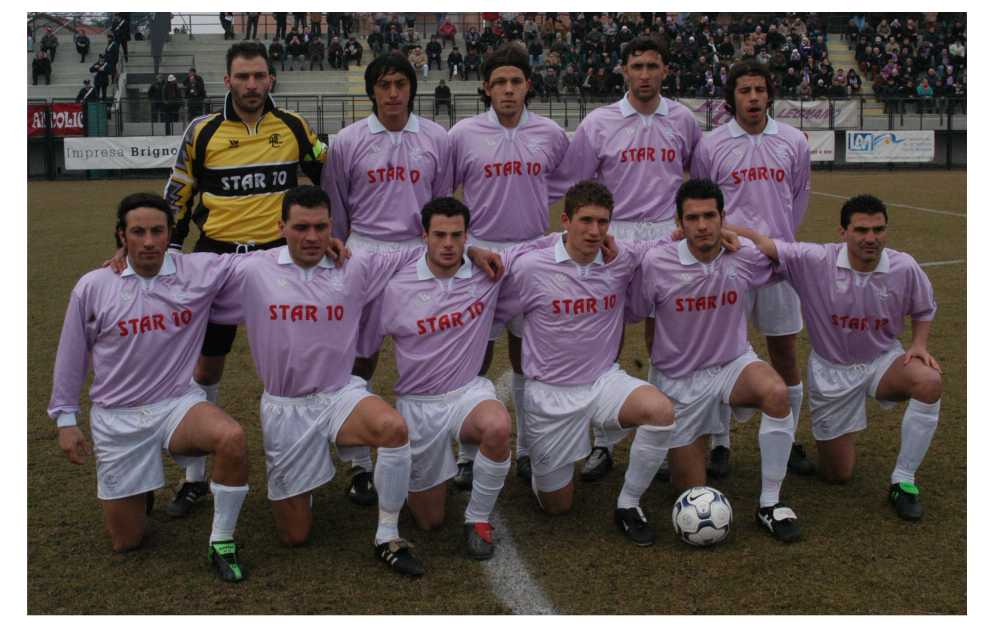
Formazione dell'Associazione Calcio Legnano nella stagione 2003-2004

Prima dell'inizio del campionato 2002-2003 la società fu nuovamente coinvolta in una gravissima crisi che portò il Legnano ad un passo dalla scomparsa dal panorama calcistico italiano. Il motivo risiedeva nel mancato arrivo di un nuovo compratore: nell'estate fallirono molti tentativi di acquisto e ciò fece rischiare al Legnano l'iscrizione al campionato di Serie C2. La situazione fu risolta all'ultimo momento grazie all'intermediazione di Maurizio Cozzi, sindaco di Legnano, che guidò la trattativa che portò all'acquisto della società da parte di Antonio di Bari, già direttore generale dei Lilla. Nella stagione 2002-2003 il Legnano disputò il girone A del campionato di Serie C2, piazzandosi in ottava posizione di classifica con 47 punti, a 6 lunghezze dalla zona play-off e a 8 punti da quella play-out. Il torneo venne vinto con 70 punti dal Pavia, che ottenne la promozione diretta in Serie C1, mentre la seconda promossa fu il Novara, che si aggiudicò i playoff.
Nella stagione 2003-04 il Legnano disputò il girone A del campionato di Serie C2. Con 41 punti finali in classifica, per salvarsi, dovette disputare il play-out contro il Savona, che aveva chiuso il campionato al sedicesimo posto con 38 punti. Con due pareggi (0-0) e (1-1), e grazie al miglior piazzamento in campionato, i Lilla non retrocessero. Il torneo venne vinto dal Mantova con 64 punti, che ottenne la promozione diretta in Serie C1, mentre la seconda promossa fu la Cremonese, che invece vinse i playoff. La fine della stagione fu anche segnata dalla diatriba tra la Lega Calcio di Serie C e l'azienda che possedeva la compagnia telefonica 3; quest'ultima aveva l'intenzione di sponsorizzare profumatamente il Legnano a fronte della cessione dei diritti televisivi delle partite dei Lilla, le cui sintesi sarebbero state trasmesse sui telefoni cellulari e nelle pause pubblicitarie del programma televisivo della RAI Quelli che il calcio.... La Lega si oppose pretendendo un'adeguata contropartita economica, pretesa che venne respinta facendo sfumare l'affare: se l'affare fosse andato in porto, il Legnano avrebbe avuto, come minimo, i fondi necessari per allestire una squadra da Serie C1 o, forse, anche da categorie superiori.
Nella stagione 2004-2005 il Legnano disputò il girone A del campionato di Serie C2, piazzandosi in settima posizione con 50 punti in classifica. Il torneo venne vinto con 56 punti dalla Pro Sesto, che ottenne la promozione diretta in Serie C1, mentre la seconda promossa fu il Pizzighettone, che vinse invece i play-off. Nella stagione 2005-2006 il Legnano disputò il girone A del campionato di Serie C2, piazzandosi in decima posizione della classifica a pari merito con il Lecco con 41 punti. Il torneo venne poi vinto con 69 punti dal Venezia, che ottenne la promozione diretta in Serie C1, mentre la seconda promossa fu l'Ivrea, che vinse invece i play-off. Degna di nota fu la convocazione di Pedro Kamatà nella nazionale angolana. Il giocatore però non poté rispondere alla convocazione perché la FIFA negò l'assenso a causa delle sue presenze nella nazionale francese Under-20. Pedro Kamatà fu il primo giocatore straniero del Legnano ad essere convocato da una nazionale maggiore.

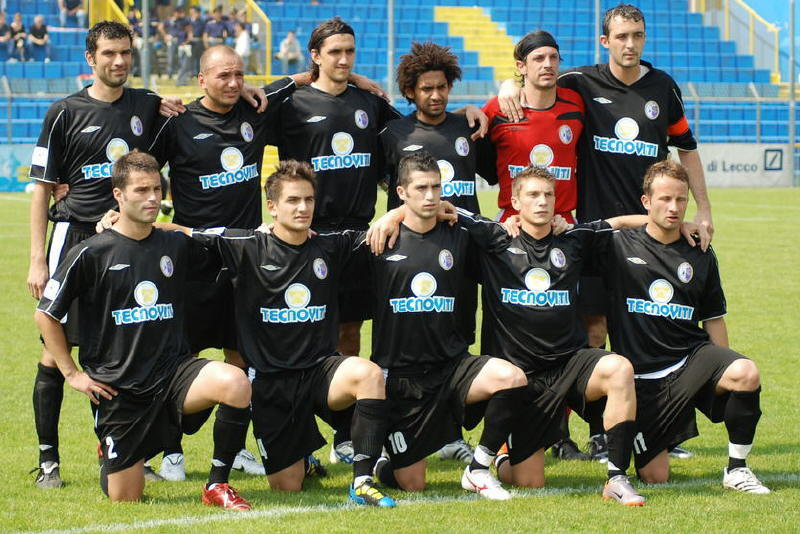
Formazione dell'Associazione Calcio Legnano nella stagione 2009-2010

Nella stagione 2006-07 il Legnano disputò il girone A del campionato di Serie C2. Con 61 punti ottenne il primo posto in classifica guadagnando direttamente la promozione in Serie C1. La seconda promossa fu il Lecco, che vinse i play-off. Nella stagione 2007-2008 il Legnano disputò il girone A del campionato di Serie C1, piazzandosi in settima posizione con 48 punti. Il torneo fu vinto con 63 punti dal Sassuolo, che ottenne la promozione diretta in Serie B, mentre la seconda squadra promossa tra i cadetti fu il Cittadella, che vinse invece i play-off. Nella stagione 2008-2009 il Legnano disputò il girone A del campionato di Lega Pro Prima Divisione. Si piazzò in ultima posizione in classifica con 30 punti e retrocesse direttamente in Lega Pro Seconda Divisione (nuovo nome della Serie C2) con Sambenedettese e Pro Sesto, che invece persero i play-out. Il torneo fu vinto dal Cesena, che venne promosso direttamente in Serie B, mentre la seconda promossa fu il Padova, che vinse invece i play-off.
Il Legnano chiuse la stagione 2009-2010 al terzo posto in classifica nel girone A di Lega Pro Seconda Divisione con 57 punti. Il torneo venne vinto con 63 punti dal Südtirol, che ottenne la promozione diretta in Lega Pro Prima Divisione, mentre la seconda promossa fu lo Spezia, che invece vinse i play-off proprio contro il Legnano. I Lilla, in questo campionato, ebbero 2 punti di penalizzazione (uno per irregolarità amministrative e uno per violazione delle norme Co.Vi.Soc). La stagione fu segnata da gravi difficoltà economiche, con ritardi nel pagamenti degli stipendi ai giocatori e vari passaggi di proprietà del club.

## Il fallimento, la nuova società e la riacquisizione del nome storico (dal 2010)

Lo stemma adottato nel 2015, a seguito della riacquisizione del nome A.C. Legnano.

Il 16 luglio 2010 la società, a causa dell'ingente indebitamento, fu esclusa dalla Lega Pro e radiata da tutti i campionati nazionali. Non fu neppure possibile iscriversi in un campionato dilettantistico regionale per la stagione 2010-2011, nonostante gli sforzi per creare in tempo un nuovo sodalizio. Il 2010 segnò pertanto la fine dell'esistenza della società storica.
Dopo una stagione di stop assoluto, il 15 luglio 2011, venne fondata una nuova squadra, l'A.S.D Legnano Calcio 1913, che si iscrisse al campionato di Prima Categoria della Lombardia per la stagione 2011-2012, venendo inserita nel girone N. Il nuovo sodalizio vinse il campionato e guadagnò l'accesso alla Promozione, venendo inserito nel girone A. Al termine della stagione 2012-2013 la squadra giunse di nuovo prima, aggiudicandosi il campionato e ottenendo la promozione in Eccellenza
Nel massimo livello del calcio dilettantistico regionale i Lilla si piazzarono dapprima secondi nella stagione 2013-2014, poi quarti nel 2014-2015, guadagnando per due volte l'ammissione ai play-off. Nello specifico, il percorso che avrebbe potuto portare i Lilla alla promozione si arrestò contro il Magra Azzurri nel 2014 e contro il Verbano nel 2015.
Il 7 maggio 2015 l'A.S.D. Legnano 1913 ha acquisito ufficialmente i diritti sulla denominazione storica e sugli emblemi della vecchia società A.C. Legnano, assumendo il nome di Associazione Calcio Legnano, al termine di una lunga trattativa con la curatela fallimentare del vecchio club che si è conclusa il 23 aprile 2015.

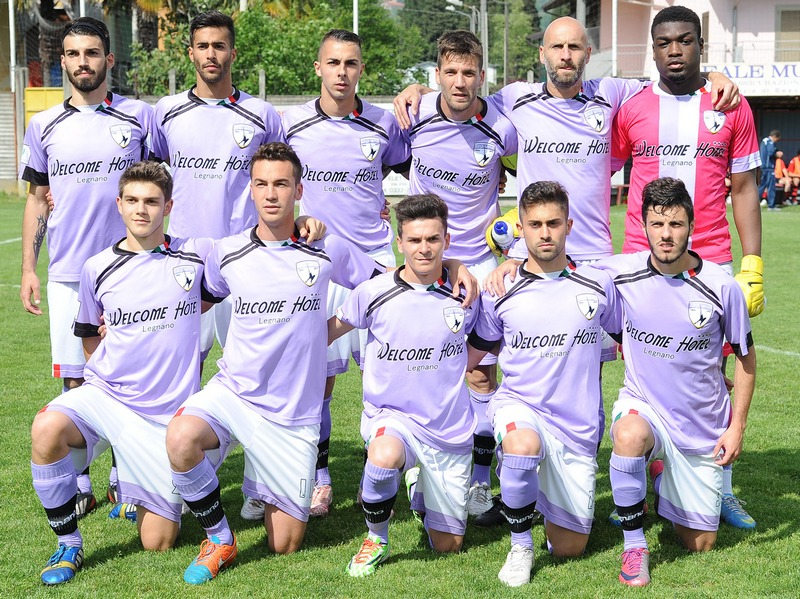
Formazione dell'A.S.D. Legnano 1913 Calcio nella stagione 2014-2015

Nell'estate 2015 il club ha presentato richiesta di ripescaggio nel campionato di Serie D 2015-2016, che però non è andata a buon fine; il Legnano si presenta così per il terzo anno consecutivo al via del campionato del girone A di Eccellenza Lombardia 2015-2016, dove ritrova altre due illustri squadre del nord-ovest lombardo: il Varese (retrocesso dalla Serie B, escluso dalla Lega Pro e rifondato) e il Saronno (ricostituito dopo cinque anni di inattività). Proprio il Varese vince il girone con ampio margine, mentre il Legnano si piazza al secondo posto e accede direttamente alla finale dei play-off regionali, disputata in gara secca il 7 maggio 2016 e conclusasi con la vittoria sull'Ardor Lazzate per 2-1 e la susseguente qualificazione alla fase nazionale (ove a causa dell'indisponibilità dello stadio casalingo, sede del concomitante Palio, i lilla optano per disputare le gare interne allo stadio Luigino Garavaglia di Inveruno). Nella semifinale territoriale il Legnano supera il Torviscosa battendolo per 2-1 all'andata e per 0-2 al ritorno, accedendo alla finale promozione contro il St. Georgen: il doppio confronto conclusivo si risolve in una vittoria per 2-1 all'andata ad Inveruno e un pareggio per 2-2 al ritorno a San Giorgio di Brunico, che garantisce ai lilla la promozione in Serie D.
Nella medesima stagione la squadra riesce inoltre a raggiungere la finale di Coppa Italia Dilettanti Lombardia, poi persa per 2-0 contro l'Ardor Lazzate il 19 dicembre 2015.
La stagione 2016-2017 si è rivelata difficoltosa: il Legnano si è infatti ritrovato fin dalle prime giornate nelle ultime posizioni del girone A della Serie D, rischiando la retrocessione diretta. Non sortisce effetto d'invertire la rotta neppure l'avvicendamento in panchina tra Simone Banchieri (chiamato in estate a sostituire Aldo Monza) e il veterano della rosa Fabrizio Salvigni (che per assumere l'incarico lascia il calcio giocato). Parallelamente, ai primi del 2017, i patron Gaetano e Vanessa Paolillo (da mesi pesantemente contestati dalla tifoseria lilla, che imputa loro uno scarso attaccamento al club) annunciano il loro disimpegno dalla guida societaria, la cui presidenza passa al socio Gigi Cappelletti, mentre il controllo delle quote viene acquisito dalla famiglia di Giovanni Munafò, che diventa poi presidente lilla a stagione conclusa. Dopo la nomina di Cappelletti alla presidenza, e con l'arrivo di Paolo Tomasoni sulla panchina lilla, i Lilla disputano un finale di stagione di buon livello, staccando il fondo della classifica e qualificandosi per i play-out contro la Bustese, che perdono per 3 a 0 retrocedendo in Eccellenza. Nella stagione 2017-2018 il Legnano giunge quinto nel girone A dell'Eccellenza Lombardia, mentre in Coppa Italia Dilettanti Lombardia i Lilla arrivano secondi nel girone 8, risultato che non consente il passaggio al turno successivo.
Nella stagione 2018-2019 di Eccellenza Lombardia i Lilla si classificano al 3º posto del girone A dell'Eccellenza Lombardia perdendo la finale dei play-off nazionali e al 2º posto del girone 10 della Coppa Italia Dilettanti Lombardia. Al termine della stagione vengono ripescati in Serie D, campionato che disputano anche nelle stagioni 2020-2021, 2021-2022, 2022-2023 e 2023-2024. Nel dicembre del 2022 si registra il cambio di proprietà, con il patron Giovanni Munafò che cede la società ad Emiliano Montanari. Nel 2024 avviene un nuovo cambio di proprietà, con Enea Benedetti che sostituisce Emiliano Montanari nel ruolo di proprietario e presidente della società lilla. La stagione 2023-2024 si conclude poi con il 16º posto in classifica e con la retrocessione in Eccellenza in seguito alla sconfitta per 5-0 contro la Castellanzese nei play-out.

### Esplicative
1. ↑  Data simbolica: cfr www.statistichelilla.it/home.htm Archiviato il 21 dicembre 2010 in Internet Archive..
2. ↑  Organizzato dal Direttorio II Zona (Lombardia) che predispose il torneo inserendo anche squadre appartenenti alla Serie C, Prima e Seconda Divisione regionale più alcune squadre della Sezione Propaganda, i cui tornei non potevano essere riorganizzati.
3. ↑  Non prima però di un'estenuante battaglia legale vertente sulla vittoria a tavolino degli etnei a Padova per intemperanze del pubblico nella penultima giornata: se in un primo tempo la CAF aveva annullato la relativa delibera della Lega, fu poi il Consiglio federale a sciogliere la CAF e instaurarne una nuova che ristabilì l'originaria decisione.

### Bibliografiche
1. ↑   «Sono il Professore di un calcio malato», su archiviostorico.corriere.it, corriere.it. URL consultato il 16 giugno 2015 (archiviato dall'url originale il 5 marzo 2009).
2. 1 2 3 4  D'Ilario, 1993, p. 27.
3. 1 2 3 4 5 6 7  D'Ilario, 1993, p. 35.
4. 1 2 3 4 5  Fontanelli, 2004, p. 28.
5. 1 2 3  D'Ilario, 1993, p. 31.
6. 1 2 3 4 5  Fontanelli, 2004, p. 32.
7. ↑  D'Ilario, 1993, p. 36.
8. 1 2 3 4 5  D'Ilario, 1993, p. 37.
9. 1 2 3 4 5 6 7 8 9 10 11 12 13 14 15 16 17 18 19 20 21 22 23 24 25 26   Cronologia dell'A.C. Legnano, su statistichelilla.it. URL consultato il 15 giugno 2015 (archiviato dall'url originale il 13 agosto 2013).
10. 1 2  Fontanelli, 2004, p. 33.
11. 1 2 3 4  Fontanelli, 2004, p. 35.
12. 1 2 3  D'Ilario, 1993, p. 38.
13. ↑  D'Ilario, 1993, pp. 38-42.
14. 1 2  Fontanelli, 2004, p. 37.
15. ↑  D'Ilario, 1993, p. 39.
16. 1 2 3  Fontanelli, 2004, p. 43.
17. 1 2 3  Fontanelli, 2004, p. 46.
18. 1 2 3  Fontanelli, 2004, p. 49.
19. ↑  D'Ilario, 1993, p. 43.
20. 1 2 3  Fontanelli, 2004, p. 53.
21. 1 2  D'Ilario, 1993, p. 44.
22. ↑  D'Ilario, 1993, p. 57.
23. 1 2 3  D'Ilario, 1993, p. 45.
24. 1 2 3  Fontanelli, 2004, p. 58.
25. ↑   Il Campionato di Foot-Ball, La Stampa, 20 giugno 1921,  p. 4.
26. ↑   Il Campionato si... diverte!, La Stampa, 27 giugno 1921,  p. 4.
27. ↑  D'Ilario, 1993, p. 46.
28. ↑  Fontanelli, pp. 59-60.
29. 1 2 3 4 5  D'Ilario, 1993, p. 60.
30. 1 2 3 4 5  Fontanelli, 2004, p. 65.
31. ↑  D'Ilario, 1993, pp. 48-50.
32. 1 2 3  Fontanelli, 2004, p. 69.
33. ↑  D'Ilario, 1993, p. 55.
34. 1 2 3 4 5 6 7  Fontanelli, 2004, p. 73.
35. 1 2  D'Ilario, 1993, p. 54.
36. ↑  D'Ilario, 1993, p. 56.
37. 1 2 3  Fontanelli, 2004, p. 76.
38. 1 2  Fontanelli, 2004, p. 82.
39. 1 2 3 4 5 6 7 8  Fontanelli, 2004, p. 397.
40. ↑  D'Ilario, 1993, pp. 56-58.
41. ↑  Fontanelli, 2004, p. 85.
42. ↑  D'Ilario, 1993, p. 59.
43. 1 2 3  Fontanelli, 2004, p. 92.
44. ↑  D'Ilario, 1993, p. 61.
45. ↑  D'Ilario, 1993, pp. 60-61.
46. 1 2  Fontanelli, 2004, p. 96.
47. ↑  D'Ilario, 1993, p. 63.
48. ↑  Fontanelli, 2004, pp. 97-98.
49. 1 2  Fontanelli, 2004, p. 102.
50. 1 2 3 4 5  Fontanelli, 2004, p. 107.
51. 1 2 3 4  Fontanelli, 2004, p. 111.
52. 1 2 3 4  Fontanelli, 2004, p. 114.
53. ↑  D'Ilario, 1993, pp. 63-66.
54. ↑  D'Ilario, 1993, pp. 66-69.
55. 1 2  Fontanelli, 2004, p. 121.
56. 1 2 3 4  Fontanelli, 2004, p. 124.
57. ↑   Legnano Calcio: i cento anni della mitica "Casacca Lilla", su labissa.com. URL consultato il 25 settembre 2015.
58. ↑  Fontanelli, 2004, p. 12.
59. ↑  Fontanelli, 2004, p. 127.
60. ↑  Fontanelli, 2004, pp. 397-398.
61. ↑  Fontanelli, 2004, p. 130.
62. 1 2 3  Fontanelli, 2004, p. 398.
63. 1 2  Fontanelli, 2004, p. 133.
64. 1 2 3  Fontanelli, 2004, p. 136.
65. 1 2 3 4 5  Fontanelli, 2004, p. 143.
66. ↑  D'Ilario, 1993, pp. 69-74.
67. 1 2 3 4 5 6  Fontanelli, 2004, p. 146.
68. ↑  Fontanelli, pp. 145-147.
69. 1 2 3 4  Fontanelli, 2004, p. 149.
70. ↑  D'Ilario, 1993, p. 75.
71. 1 2 3 4 5 6 7  Fontanelli, 2004, p. 152.
72. ↑  D'Ilario, 1993, p. 77.
73. ↑  D'Ilario, 1993, pp. 80-81.
74. ↑  Fontanelli, 2004, p. 399.
75. 1 2  Fontanelli, 2004, p. 158.
76. ↑  D'Ilario, 1993, pp. 80-83.
77. ↑  Fontanelli, 2004, p. 159.
78. 1 2 3 4 5 6  Fontanelli, 2004, p. 164.
79. ↑  D'Ilario, 1993, pp. 83-85.
80. 1 2 3  Fontanelli, 2004, p. 168.
81. ↑  D'Ilario, 1993, pp. 85-87.
82. 1 2  Fontanelli, 2004, p. 172.
83. ↑  D'Ilario, 1993, pp. 87-89.
84. ↑  D'Ilario, 1993, pp. 89-93.
85. 1 2  Fontanelli, 2004, p. 178.
86. ↑   Records e curiosità, su statistichelilla.it. URL consultato l'8 dicembre 2015 (archiviato dall'url originale il 24 settembre 2015).
87. ↑  D'Ilario, 1993, pp. 93-98.
88. ↑  Fontanelli, 2004, p. 182.
89. 1 2  Fontanelli, 2004, p. 184.
90. ↑  Fontanelli, 2004, pp. 183-184.
91. 1 2 3 4 5  Fontanelli, 2004, p. 188.
92. ↑  D'Ilario, 1993, pp. 100-106.
93. ↑  Fontanelli, 2004, p. 189.
94. ↑  D'Ilario, 1993, pp. 107-111.
95. 1 2 3  Fontanelli, 2004, p. 198.
96. ↑  D'Ilario, 1993, pp. 111-113.
97. ↑  D'Ilario, 1993, pp. 114-116.
98. 1 2 3  Fontanelli, 2004, p. 202.
99. 1 2 3 4  Fontanelli, 2004, p. 206.
100. ↑  D'Ilario, 1993, pp. 116-118.
101. ↑  D'Ilario, 1993, pp. 189-190.
102. 1 2  Fontanelli, 2004, p. 210.
103. 1 2 3 4  Fontanelli, 2004, p. 214.
104. ↑  Fontanelli, 2004, p. 218.
105. ↑  Fontanelli, 2004, p. 220.
106. ↑  Fontanelli, 2004, p. 225.
107. 1 2  Fontanelli, 2004, p. 229.
108. ↑  Fontanelli, 2004, p. 232.
109. ↑  D'Ilario, 1993, p. 32.
110. ↑  Fontanelli, 2004, p. 236.
111. ↑  Fontanelli, 2004, p. 238.
112. 1 2  Fontanelli, 2004, p. 242.
113. ↑  Fontanelli, 2004, p. 246.
114. ↑  Fontanelli, 2004, p. 249.
115. 1 2 3 4  Fontanelli, 2004, p. 253.
116. ↑  D'Ilario, 1993, p. 131.
117. 1 2 3 4  Fontanelli, 2004, p. 257.
118. 1 2 3  Fontanelli, 2004, p. 261.
119. 1 2  Fontanelli, 2004, p. 267.
120. 1 2  Fontanelli, 2004, p. 270.
121. ↑  D'Ilario, 1993, p. 136.
122. 1 2  Fontanelli, 2004, p. 274.
123. 1 2  Fontanelli, 2004, p. 279.
124. ↑  Fontanelli, 2004, p. 282.
125. 1 2  Fontanelli, 2004, p. 285.
126. ↑  D'Ilario, 1993, pp. 136-138.
127. 1 2  Fontanelli, 2004, p. 288.
128. ↑  D'Ilario, 1993, pp. 138-141.
129. 1 2 3  Fontanelli, 2004, p. 292.
130. 1 2 3  Fontanelli, 2004, p. 296.
131. 1 2 3 4 5 6  Fontanelli, 2004, p. 298.
132. 1 2 3  Fontanelli, 2004, p. 302.
133. ↑  D'Ilario, 1993, pp. 148-151.
134. 1 2 3  Fontanelli, 2004, p. 305.
135. ↑  Fontanelli, 2004, p. 307.
136. ↑  Fontanelli, 2004, p. 311.
137. ↑  Fontanelli, 2004, p. 314.
138. ↑  D'Ilario, 1993, pp. 156-157.
139. 1 2 3 4  Fontanelli, 2004, p. 317.
140. ↑  D'Ilario, 1993, p. 158.
141. 1 2  Fontanelli, 2004, p. 321.
142. ↑  D'Ilario, 1993, p. 161.
143. 1 2 3 4  Fontanelli, 2004, p. 324.
144. ↑  D'Ilario, 1993, pp. 164-166.
145. 1 2  Fontanelli, 2004, p. 333.
146. 1 2 3 4 5  Fontanelli, 2004, p. 337.
147. ↑  D'Ilario, 1993, pp. 166-170.
148. 1 2 3  Fontanelli, 2004, p. 341.
149. 1 2 3  Fontanelli, 2004, p. 344.
150. 1 2 3 4  Fontanelli, 2004, p. 347.
151. 1 2 3 4  Fontanelli, 2004, p. 351.
152. 1 2  Fontanelli, 2004, p. 356.
153. 1 2  Fontanelli, 2004, p. 361.
154. 1 2 3  Fontanelli, 2004, p. 366.
155. 1 2 3 4 5 6  Fontanelli, 2004, p. 370.
156. 1 2 3  Fontanelli, 2004, p. 376.
157. 1 2 3 4 5  Fontanelli, 2004, p. 380.
158. 1 2 3 4 5  Fontanelli, 2004, p. 388.
159. ↑  Fontanelli, 2004, p. 389.
160. 1 2   Serie C2/A - 2004/2005, su diretta.it. URL consultato il 17 maggio 2016.
161. 1 2   Serie C2/A - 2005/2006, su diretta.it. URL consultato il 17 maggio 2016.
162. 1 2   Associazione Calcio Legnano - Stagione 2005/06 - Serie C2 girone A (PDF), su legnanocalcio.it. URL consultato il 18 dicembre 2015.
163. 1 2 3   Serie C2/A - 2006/2007, su diretta.it. URL consultato il 17 maggio 2016.
164. 1 2   Serie C1/A - 2007/2008, su diretta.it. URL consultato il 17 maggio 2016.
165. 1 2 3   Serie C1/A - 2008/2009, su diretta.it. URL consultato il 17 maggio 2016.
166. 1 2   Serie C2/A - 2009/2010, su diretta.it. URL consultato il 17 maggio 2016.
167. ↑   Spezia, la gioia dopo la grande paura batte il Legnano e torna in Lega Pro, su ricerca.repubblica.it, repubblica.it. URL consultato il 15 giugno 2015.
168. 1 2 3   La cronistoria della morte dell'A.C. Legnano, su statistichelilla.it. URL consultato il 15 giugno 2015 (archiviato dall'url originale il 18 giugno 2015).
169. ↑   Fuori l'Ancona e 20 club di Lega Pro, su repubblica.it. URL consultato il 15 giugno 2015.
170. ↑   Legnano - orgoglio lilla a Legnano, su regioni.ilcalcioillustrato.it, ilcalcioillustrato.it. URL consultato il 15 giugno 2015 (archiviato dall'url originale il 18 giugno 2015).
171. 1 2 3   Storia, su aclegnano.com. URL consultato il 15 giugno 2015 (archiviato dall'url originale il 4 luglio 2015).
172. ↑   Ripreso simbolo e nome AC LEGNANO, su aclegnano.com. URL consultato il 15 giugno 2015 (archiviato dall'url originale il 4 luglio 2015).
173. ↑   Ritorna il marchio dell'AC Legnano 1913, su ilgiorno.it. URL consultato il 15 giugno 2015.
174. ↑   Il neo presidente Vanessa Paolillo firma la domanda di ripescaggio in D, su aclegnano.com. URL consultato il 3 luglio 2015 (archiviato dall'url originale il 4 luglio 2015).
175. ↑   Calcio Eccellenza / Delusione Legnano: non è ripescato in Serie D, su ilgiorno.it. URL consultato il 5 agosto 2015.
176. ↑   Eccellenza Girone A, ecco il calendario. Varese, esordio dal Verbano. Derby col Legnano alla quarta giornata, su varesesport.com. URL consultato il 20 agosto 2015.
177. ↑   Finale playoff: il Legnano vuole la Serie D, su varesesport.com. URL consultato il 4 giugno 2016.
178. ↑   Iacovelli e Borlina gelano il Legnano. L'Ardor Lazzate vince la Coppa Italia Eccellenza, su ilgiorno.it. URL consultato il 19 dicembre 2015.
179. ↑   Il Legnano cambia: via Banchieri, Salvigni promosso allenatore, su varesenews.it. URL consultato il 5 ottobre 2016.
180. ↑   Il Legnano cambia: via Banchieri, Salvigni promosso allenatore, su laprovinciadivarese.it. URL consultato il 9 gennaio 2017.
181. ↑   L'addio di Paolillo all'Ac Legnano, il testimone a Gigi Cappelletti, su ilgiorno.it. URL consultato il 6 febbraio 2017.
182. ↑   Legnano Calcio, Cappelletti: "La società sarà della famiglia Munafò, basta pagliacciate", su ilgiorno.it. URL consultato il 9 aprile 2017.
183. ↑   Giovanni Munafò presidente lilla, su legnanonews.com. URL consultato il 1º giugno 2017.
184. ↑   Serie D – Tre punti playoff per la Caronnese. Il Legnano centra i playout, su varesesport.com. URL consultato il 7 maggio 2017.
185. ↑   Serie D / Festa Bustese, 3-0 al Legnano ed è salva. Lilla ko e in Eccellenza, su ilgiorno.it. URL consultato il 21 maggio 2017.
186. ↑   Calcio – Eccellenza Lombardia Gir. A [collegamento interrotto], su sportlegnano.it. URL consultato il 30 aprile 2018.
187. ↑   Luca Di Falco, Coppa Italia Eccellenza: Legnano eliminato, su ilgiorno.it. URL consultato il 30 aprile 2018.
188. ↑   Comunicato ufficiale n° 63 - Stagione sportiva 2019/2020, su lnd.it. URL consultato il 14 agosto 2019.
189. ↑   Legnano venduto alla Global Service S.p.A. - Giovanni Munafò cede ad Emiliano-M;ontanari, su aclegnano.it. URL consultato il 5 dicembre 2022.
190. ↑   Il Legnano calcio cambia proprietà da Montanari a Benedetto, ex presidente dell'Alessandria, su legnanonews.com. URL consultato il 30 marzo 2024.
191. ↑   Legnano, l'incubo è realtà: i lilla crollano con la Castellanzese (0-5) e retrocedono in Eccellenza, su legnanonews.com. URL consultato il 12 maggio 2024.